# Steven Spielberg
Pour les articles homonymes, voir Spielberg.
Steven Spielberg /ˈstiːvən ˈspiːlbɝɡ/, né le 18 décembre 1946 à Cincinnati en Ohio (États-Unis), est un réalisateur, producteur et scénariste américain.
Réalisateur le plus rentable de l'histoire du cinéma, Spielberg est considéré comme l’un des plus importants et influents cinéastes.
Issu de la génération du Nouvel Hollywood des années 1970, il a commencé sa carrière en réalisant des épisodes de séries télévisées et des longs métrages mineurs pour Universal Pictures. Il se révèle au grand public en réalisant le téléfilm Duel qui est un immense succès critique et lui permet de réaliser ensuite la super-production d'horreur et à suspense Les Dents de la mer (1975), dont le succès critique et commercial lance sa carrière. Il enchaîne alors les réussites, tant nationales qu'internationales, avec les œuvres de science-fiction Rencontres du troisième type (1977) et E.T., l'extra-terrestre (1982). Dans les années 1980, il réalise, en collaboration avec son ami George Lucas, les trois premiers volets de la saga d'aventure fantastique Indiana Jones (1981, 1984, 1989) et s'essaie au drame historique avec La Couleur pourpre (1985) et l'Empire du soleil (1987).
Il connaît la consécration en réalisant le film de science-fiction et d'aventure Jurassic Park (le plus grand succès de sa carrière) mais aussi le drame historique La Liste de Schindler (1993). Il réalise ensuite Le Monde perdu : Jurassic Park (1997), suite du premier opus puis le film de guerre Il faut sauver le soldat Ryan (1998). Dans les années 2000, il poursuit dans la science-fiction en réalisant A.I. Intelligence artificielle (2001), Minority Report (2002) et La Guerre des mondes (2005). Depuis, il est revenu aux films d'aventures avec le quatrième opus de la saga Indiana Jones (2008), Les Aventures de Tintin : Le Secret de La Licorne (2011) et Ready Player One (2018). En parallèle, il réalise plusieurs fresques historiques tels que Munich (2005), Lincoln (2012) et Le Pont des espions (2015).
Il possède ses propres sociétés de production qu'il a cofondées respectivement en 1981 et 1994 : Amblin Entertainment et DreamWorks Pictures. À travers ces deux studios, il a produit de nombreux films à succès comme Poltergeist (1982), Gremlins (1984), les sagas Retour vers le futur (1985-1990) et Men in Black (1997-2019) ou encore Mémoire de nos pères (2006).
Il est également connu pour sa longue collaboration avec le compositeur John Williams avec qui il a travaillé sur presque tous ses longs métrages. Un grand nombre d'entre eux ont été des succès critiques et sept ont été sélectionnés par le National Film Registry de la Bibliothèque du Congrès des États-Unis pour être conservés, en raison de leur « importance culturelle, historique ou esthétique ».
Il est récipiendaire de nombreuses distinctions, dont trois Oscars, deux BAFTA Awards et quatre Golden Globe Awards. Barack Obama lui remet en 2015 la médaille présidentielle de la Liberté, plus haute décoration civile des États-Unis.

## Biographie

### Enfance
Steven Allan Spielberg est né à Cincinnati (Ohio) le 18 décembre 1946,, dans une famille américaine de confession juive et d'origine juive ukrainienne. Son père est Arnold Spielberg (1917-2020), ingénieur électricien et créateur en 1959 de l'ordinateur GE-225, destiné au groupe General Electric, sur lequel les étudiants et chercheurs de l’université de Dartmouth créeront la première version de Basic, langage de programmation ayant accompagné toute une génération de programmeurs (de Bill Gates avec Microsoft à Steve Jobs avec Apple) dans la révolution de l'informatique personnelle. Sa mère, Leah Frances Adler (1920-2017, née Posner), était pianiste de concert avant d'ouvrir le restaurant casher The Milky Way, à Los Angeles.
Il a trois sœurs : Anne, Sue et Nancy. Son prénom hébraïque est Samuel, en hommage à son grand-père paternel Samuel (Shmuel) Spielberg, immigrant ukrainien de Kamenets-Podolski mort une année avant sa naissance. Sa grand-mère paternelle Rebecca (Chechick) Spielberg, également native d'Ukraine, était originaire de Sudilkov, tandis que son grand-père maternel, Philip (Fievel) Posner, était originaire de la ville portuaire d'Odessa. Sa grand-mère maternelle, Jennie (Fridman) Posner, est née à Cincinnati de parents juifs polonais. C’est dans cette même ville que ses parents sont nés et où il a vécu ses premières années.
Il vit ensuite à Haddon Township dans le New Jersey, puis à Scottsdale en Arizona. Il affirme avoir été durant son enfance et sa jeunesse l'objet, dans son quartier ou à l'école — particulièrement à la Saratoga High School en Californie — d'un antisémitisme qui le pousse à renier ses origines juives durant plusieurs années.
Lecteur de bandes dessinées, il admire celles publiées par EC Comics. Côté cinéma, il découvre à Phoenix un nouveau film chaque samedi. Certains l'influenceront et l'inspireront fortement comme Godzilla, King of the Monsters! (1956),, les films d'Akira Kurosawa,, Capitaines courageux (1937), Pinocchio (1940) et surtout Lawrence d'Arabie (1962) de David Lean, qu'il décrit comme « le film qui m'a lancé dans mon voyage. »
En 1959, à l'âge de douze ans, il tourne en autodidacte son premier film, The Last Gunfight, à la demande d'un de ses chefs scouts. Il s'agit d'un western de quatre minutes, filmé avec la caméra 8 mm de son père. Il enchaîne en 1961 avec Escape to Nowhere et Battle Squad, deux films de guerre, puis en 1964 Firelight, un film de science-fiction de 140 minutes, fortement influencé par Le Monstre (The Quatermass Xperiment) de Val Guest.
Ses parents divorcent en 1964, ce qui le marquera profondément. Il part vivre à Los Angeles avec son père, alors que ses trois sœurs restent avec leur mère à Saratoga. Pas intéressé par les études universitaires, il n'aspire qu'à devenir cinéaste. Il a postulé à l'école de cinéma de l'université de Californie du Sud mais est refusé en raison de ses notes médiocres. Il s'inscrit finalement à l'université d'État de Californie à Long Beach. Il avait également suivi les cours d'art dramatique de l'école d'Arcadia, à Phoenix en 1961,
Steven Spielberg tourne Amblin', qui sera brièvement diffusé en 1968. Le titre deviendra celui de sa société de production fondée en 1981. Ce court métrage raconte l'histoire de deux jeunes gens qui vont en auto-stop du désert jusqu'au Pacifique, sans échanger une parole. Amblin’, réalisé avec Allen Daviau, futur chef opérateur de E.T. et de plusieurs autres films du cinéaste, remporte plusieurs prix. Il permet aussi au jeune homme d'être repéré par Sidney Sheinberg, alors vice-président d'Universal Pictures, qui lui propose un contrat de sept ans. Un an plus tard, il abandonne ses études pour commencer à réaliser des productions télévisuelles pour le studio. Cela a fait de lui le plus jeune réalisateur à signer un plan à long terme avec un grand studio hollywoodien. Il retournera à l'université d'État de Californie de Long Beach en 2002 et obtiendra un baccalauréat universitaire, mention Film Production and Electronic Arts.

### Débuts audacieux
Chez Universal, Steven Spielberg se fait remarquer pour ses compétences techniques et se forge une certaine réputation. Il dirige Joan Crawford dans The Eyes, l'un des trois épisodes pilotes de la série fantastique Night Gallery, créée par Rod Serling. Il enchaîne avec notamment le troisième épisode de la première saison de Columbo, Le Livre témoin (Murder by the book),.
Âgé de 25 ans, il réalise ce qui deviendra son premier succès notable, le téléfilm Duel. Adapté d'une nouvelle de Richard Matheson, le téléfilm raconte l'histoire, en Californie, d'un camion dont le chauffeur — qui demeure invisible aux spectateurs — poursuit un voyageur de commerce sans relâche et sans motif apparent. En dépit de son budget minimal et de son tournage très court (douze jours seulement), l'œuvre fait immédiatement sensation pour l'efficacité de sa mise en scène qui rend au mieux la sensation de peur primaire propre aux situations extrêmes, lorsque la vie est subitement menacée. Le film remporte notamment le Grand Prix du premier festival international du film fantastique d'Avoriaz. Son succès à la télévision est tel que le film sort, en version longue, dans les salles de cinéma en 1973,.
En 1974, Steven Spielberg se voit confier la réalisation de son premier long métrage pour le cinéma, Sugarland Express. Inspiré d'une histoire vraie, il raconte l'aventure de deux marginaux (interprétés par Goldie Hawn et William Atherton) et de leur otage, poursuivis par un déploiement carnavalesque de policiers et de journalistes. Malgré un prix du scénario au festival de Cannes 1974, c'est un cuisant échec au box-office avec seulement 12 millions de dollars récoltés dans le monde. Universal avait refusé d'en assurer la promotion, jugeant le sujet trop difficile. Selon d'autres informations[réf. nécessaire], le studio aurait saboté sa sortie pour privilégier celle de L'Arnaque, avec Paul Newman, Robert Redford et Robert Shaw. Ce film marque le début d'une collaboration unique dans les annales du cinéma : John Williams signe la première de ses vingt-neuf compositions pour un film de Steven Spielberg.

### Premiers succès mondiaux

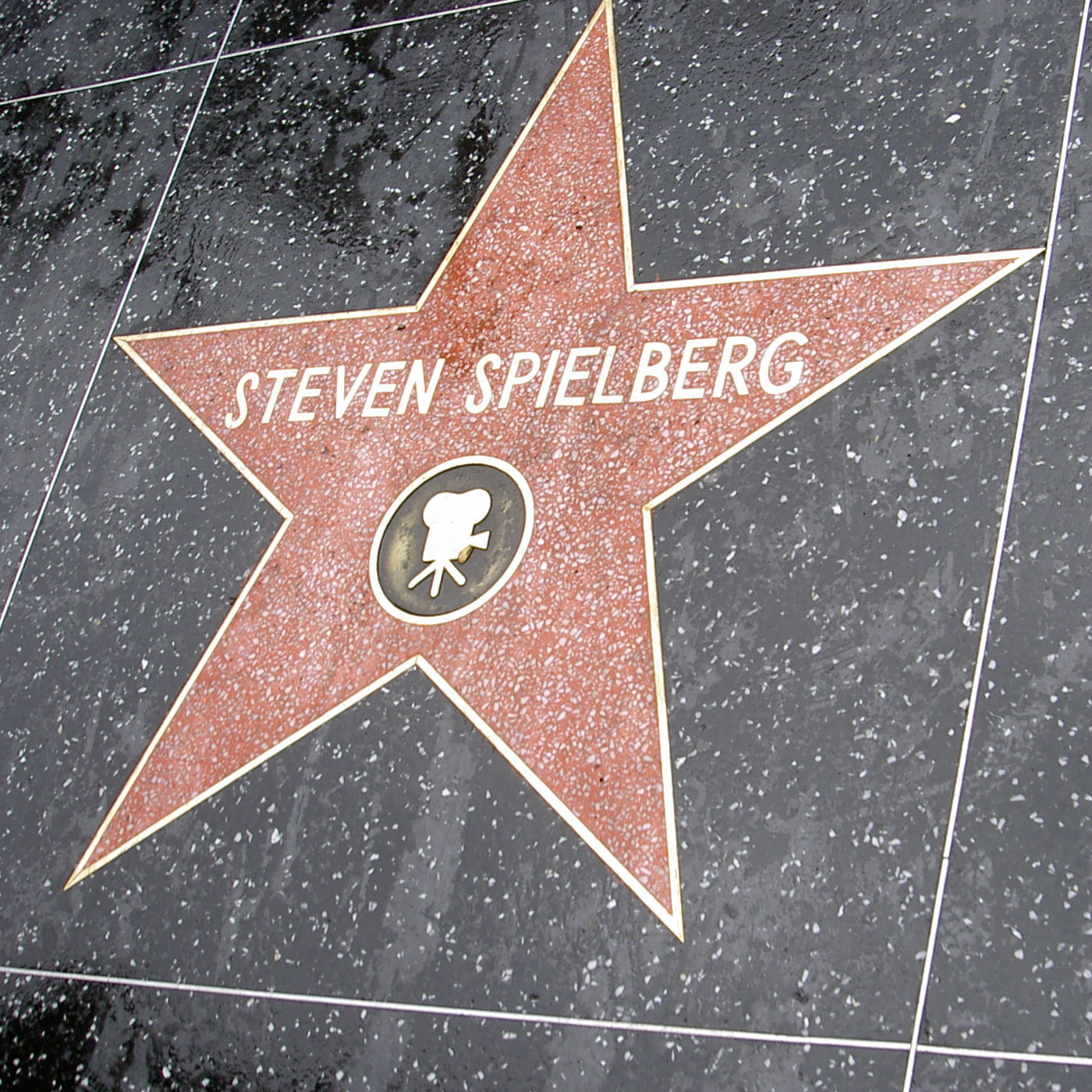
Étoile de Steven Spielberg au
Hollywood Walk of Fame (Los Angeles).

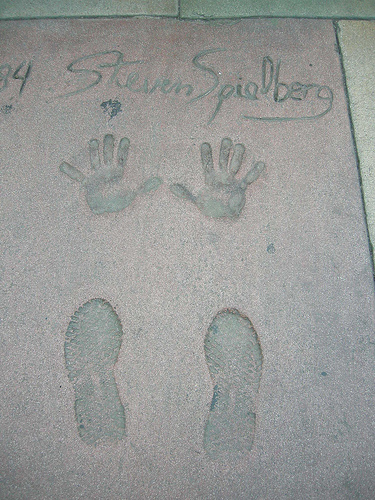
Empreintes de Steven Spielberg au Grauman's Chinese Theatre à Los Angeles.

Certains[Qui ?] considéraient alors la carrière du réalisateur terminée, mais le hasard en décide autrement. Sur le bureau de ses producteurs de Sugarland Express, il est intrigué par un manuscrit portant le titre Jaws, adapté du roman du même titre de Peter Benchley dans lequel un requin géant terrorise une petite ville côtière des États-Unis. Une fois chez lui, le jeune réalisateur « dévore » le livre et décide d'en réaliser l'adaptation cinématographique. L'échec de son film précédent lui porte préjudice mais il parvient à réunir un budget de quatre millions de dollars pour faire son œuvre.
Ayant réuni des acteurs moins connus (Robert Shaw, Richard Dreyfuss, Roy Scheider), la production peut enfin commencer. Un tournage laborieux de cent-cinquante-cinq jours qui conduira à un fort dépassement de budget (estimé finalement à 9 millions de dollars). Un des trois requins mécaniques ne fonctionne pas toujours très bien (c'est d'ailleurs la raison pour laquelle on ne l'aperçoit pas au début du film) et les caprices de la météo et de l'océan n'arrangent pas les choses. De plus, une partie des acteurs et des techniciens est découragée. Intitulé Les Dents de la mer en français, le film sort en 1975 et, contre toute attente, est un succès dépassant de loin les prévisions les plus optimistes des studios. En fait, pour la première fois, les recettes d'un film dépassent les cent millions de dollars pour atteindre finalement les 470 000 000 de dollars dans le monde. Reconnu comme l'un des premiers blockbusters, il sera détrôné sur ces records par La Guerre des étoiles (1977) de son ami George Lucas.
Grand admirateur d'Alfred Hitchcock — il s'incrusta sur le plateau de Complot de famille, en 1976, pour observer Hitchcock au travail mais fut remarqué et éconduit — il a utilisé dans Les Dents de la mer une méthode de prise de vue utilisée par le réalisateur pour Sueurs froides : le travelling contrarié (aussi appelé Dolly Zoom), ayant pour principe de reculer la caméra sur un rail (le modèle du rail est une Dolly, d'où le deuxième prénom Dolly Zoom) pendant un rapide zoom avant.
Fort de ce succès, Steven Spielberg se lance dans un autre grand projet, qu'il rêve de réaliser depuis longtemps : une histoire d'extra-terrestres pacifiques débarquant sur Terre pour y rencontrer l'espèce humaine. Scientifiquement, un tel contact est dénommé « rencontre du troisième type », expression qui donnera son nom au film sorti en 1977, dans lequel joue François Truffaut dont Steven Spielberg est un fervent admirateur. Surfant sur la vague de Star Wars, l'œuvre est une réussite commerciale, le public se presse pour voir ce nouveau film de science-fiction.
En 1977, il est président du jury du 5e festival international du film fantastique d'Avoriaz. Son jury est notamment composé du scénariste et dialoguiste français Michel Audiard, de l'actrice américaine Sydne Rome et du réalisateur français Claude Sautet. Il y consacre Carrie au bal du diable de Brian De Palma.
En 1979, Steven Spielberg connaît son second revers après Sugarland Express : la comédie loufoque 1941, dans laquelle jouent entre autres les deux Blues Brothers : Dan Aykroyd et John Belushi, est considérée comme un échec tant sur le plan artistique que commercial. Se déroulant pendant la Seconde Guerre mondiale, le film traite de la paranoïa qu'a connue la Californie après l'attaque de Pearl Harbor par les Japonais ; la côte Ouest pensait être elle aussi la cible d'une nouvelle attaque de leur part. Malgré ses 90 millions de dollars récoltés dans le monde, pour un budget d'environ 35 millions, le film reste considéré comme un échec commercial en comparaison avec les deux précédents opus du réalisateur.

### Années 1980: l'«ère Spielberg»

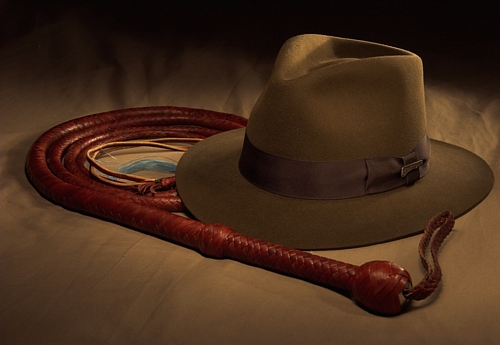
Le célèbre chapeau d'Indiana Jones

Au début des années 1980, Steven Spielberg désire ardemment réaliser un épisode de la saga James Bond. George Lucas, fort du succès de Star Wars, revoit de son côté les films d'aventures et serials des années 1930, dont ceux de Fritz Lang. C'est ainsi que les deux amis ont l'idée de créer leur propre personnage, héros d'une grande saga, mélangeant aventures rocambolesques et personnages hauts en couleur : Indiana Jones était né. La première mission de ce héros (interprété par Harrison Ford) est de retrouver l'Arche d'alliance convoitée par les nazis. Les Aventuriers de l'arche perdue (1981) est un énorme succès. Le film contient de nombreuses références au cinéma en général mais surtout aux serials et n'hésite pas à reprendre des cascades fameuses d'Yakima Canutt dans des films à épisodes comme Le Retour de Zorro (gros clin d'œil dans la scène du camion)[réf. nécessaire].
Le film suivant de Steven Spielberg, qui bénéficie désormais d'une renommée mondiale, est présenté en clôture du festival de Cannes 1982 : E.T., l'extra-terrestre, avec Dee Wallace, Drew Barrymore (dont il est le parrain) et Henry Thomas. L'histoire de ce petit extra-terrestre, biologiste, venu d'une planète bienveillante, émeut des millions de spectateurs. Avec ce film, le cinéaste bat le record des meilleures recettes américaines (qu'il battra à nouveau en 1993 avec Jurassic Park). Ce succès lui permet également de créer, avec Kathleen Kennedy et Frank Marshall, son propre studio : Amblin Entertainment, dont le nom rappelle le titre de son court métrage de 1966. Il produit en parallèle Poltergeist, film d'horreur fantastique réalisé par Tobe Hooper qui connait une renommée internationale et qui est encore considéré comme l'un des classiques des films d'horreur et un film culte. Il est souvent évoqué que pour ce film, Steven Spielberg aurait été bien plus qu'un producteur et aurait réalisé de nombreuses scènes du film.
En 1983, Steven Spielberg participe au film collectif La Quatrième Dimension, avec les réalisateurs John Landis, Joe Dante et George Miller. Il en réalise le deuxième segment, Kick the Can. Cette production est fortement marquée par l'accident d'hélicoptère lors du tournage du segment de John Landis, qui coûte la vie à l'acteur Vic Morrow et à deux enfants mineurs. Le procès qui s'ensuivit et le manque de soutien de Spielberg envers Landis provoquera la fin de l'amitié entre les deux cinéastes.
Le deuxième film mettant en scène Indiana Jones, Indiana Jones et le Temple maudit, sort en salles en 1984. Le film est un nouveau triomphe pour le couple Spielberg-Lucas, même si les fans lui reprochent un côté trop violent et trop dur : les enfants fouettés, le cœur arraché du corps vivant d'un des personnages et les soldats dévorés par des crocodiles heurtent la sensibilité d'une partie du monde. Le réalisateur dira lui-même ne pas particulièrement apprécier ce film qu'il juge « trop sombre, trop souterrain et trop effrayant ». Néanmoins, c'est sur ce tournage qu'il rencontre sa future femme, Kate Capshaw.
En 1985, Steven Spielberg, alors encore marié avec l'actrice Amy Irving, devient père pour la première fois et sa filmographie aborde des sujets différents, moins orientés sur le cinéma dit « de divertissement » et plus axés sur l'Histoire : La Couleur pourpre (1985) et Empire du soleil (1987), deux œuvres qui racontent respectivement la vie d'une famille noire aux États-Unis du début au milieu du XXe siècle, et celle d'un jeune Britannique pris dans la tourmente de la Seconde Guerre mondiale. Si le premier est un succès critique et commercial,,, Empire du soleil ne récolte que 22 millions de dollars sur le sol américain même s'il dépasse 65 millions dans le monde.
En 1989 sort le troisième opus de la série des Indiana Jones : Indiana Jones et la Dernière Croisade. Il raconte la croisade du célèbre archéologue, accompagné cette fois de son père, interprété par Sean Connery, pour récupérer le légendaire Graal. C'est un succès commercial, qui dépasse les scores des deux précédents opus, avec plus de 474 millions au box-office mondial.

### Années 1990: entre intimisme, grand spectacle et consécration

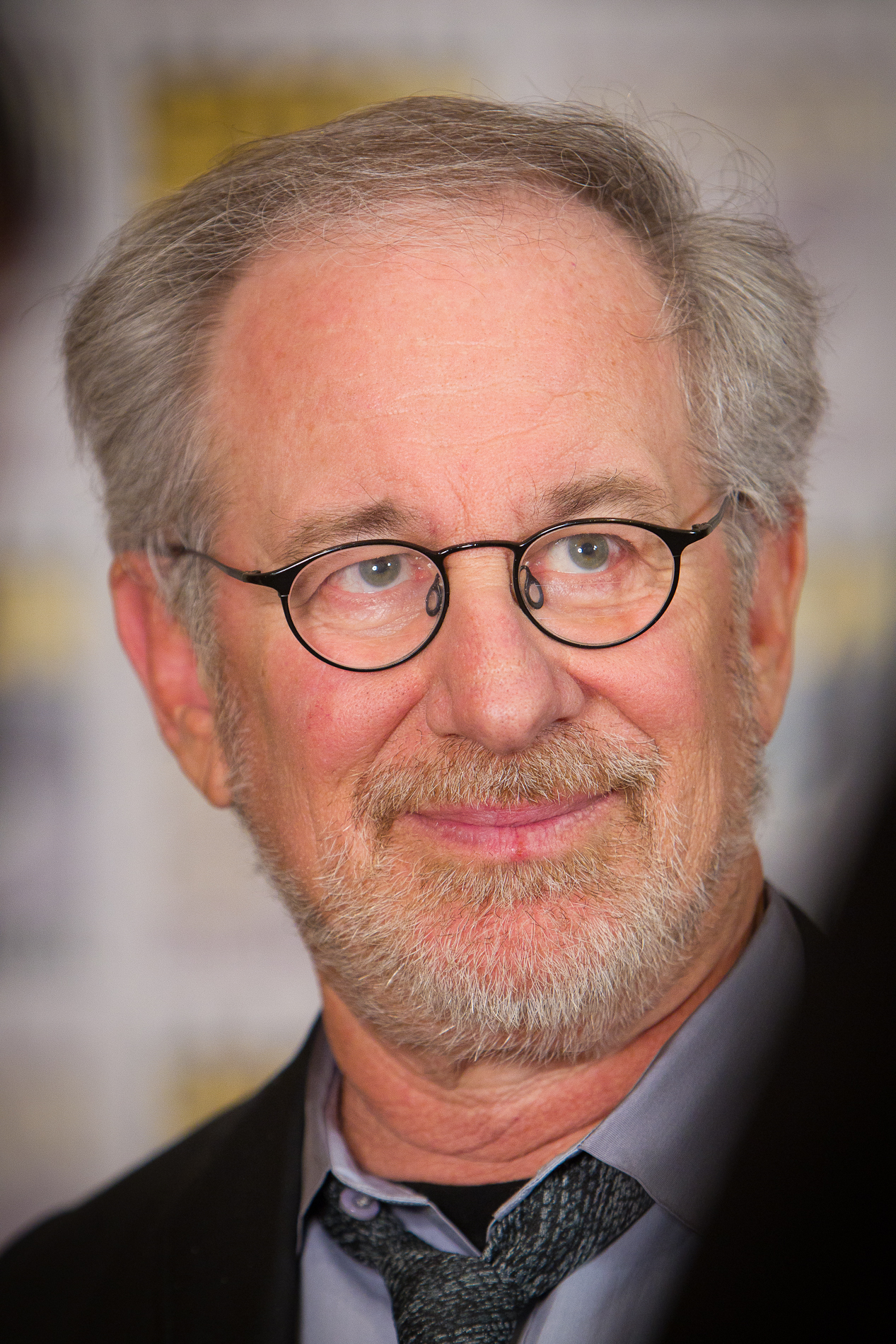
Steven Spielberg au San Diego Comic-Con en juillet 2011

Commercialement, les années 1990, contrairement aux années 1980, ne commencent pas fort pour Spielberg. En 1990 sort en salles Always, un remake du film Un nommé Joe de Victor Fleming (1944). Malgré la présence de Richard Dreyfuss et la dernière apparition d'Audrey Hepburn, l'accueil est mitigé. Son film suivant, autre projet de longue date, est une adaptation de Peter Pan, Hook ou la Revanche du capitaine Crochet. Là encore, bénéficiant pourtant d'acteurs renommés (Robin Williams, Dustin Hoffman, Julia Roberts), le film est un succès commercial (300 millions de dollars au box-office). La critique n'y retrouve pas le côté magique du célèbre conte. Quelques années plus tard, Steven Spielberg avouera lui-même qu'il n'apprécie pas trop ce long métrage : « Je n'avais pas confiance dans le script. Seul le premier acte et l'épilogue me satisfaisaient, le corps du film ne m'inspirait pas confiance. Je ne savais pas trop ce que je faisais et j'ai essayé de masquer mon insécurité. Plus je me sentais mal à l'aise, plus les décors étaient oppressants. »
Steven Spielberg renoue finalement avec le succès en 1993 avec Jurassic Park. Adapté du roman homonyme de Michael Crichton publié en 1990, le film marque un tournant dans l'histoire des effets spéciaux numériques, conçus par la société Industrial Light & Magic. Cette histoire de dinosaures avec Sam Neill, Laura Dern et Jeff Goldblum deviendra rapidement le plus gros succès de l'histoire du cinéma, rapportant plus de 900 millions de dollars de recette et battant ainsi le record jusque-là détenu par E.T., l'extra-terrestre.
La même année en 1993, il réalise un projet beaucoup plus personnel : La Liste de Schindler. Sur fond de Shoah, le film raconte comment Oskar Schindler, un industriel allemand, membre du parti nazi, sauva un peu plus d'un millier d'êtres humains des camps de la mort. Une œuvre que l’American Film Institute classe comme le huitième plus grand film de l'histoire du cinéma dans son top 100 de 2007. À l'opposé, Jean-Luc Godard dans ses Histoire(s) du cinéma écrit qu'avec ce film le « plus jamais ça radical de l'après-guerre » (avec notamment les films de Roberto Rossellini) s'est transformé en un « c'est toujours ça » très convenu. Jouant sur la sobriété du noir et blanc et des séquences d'émotion, La Liste de Schindler remporte une multitude de prix : sept Oscars entre autres, parmi lesquels ceux du meilleur film et de la meilleure réalisation dont le cinéaste avait été jusque-là privé par l'Académie des arts et sciences du cinéma.

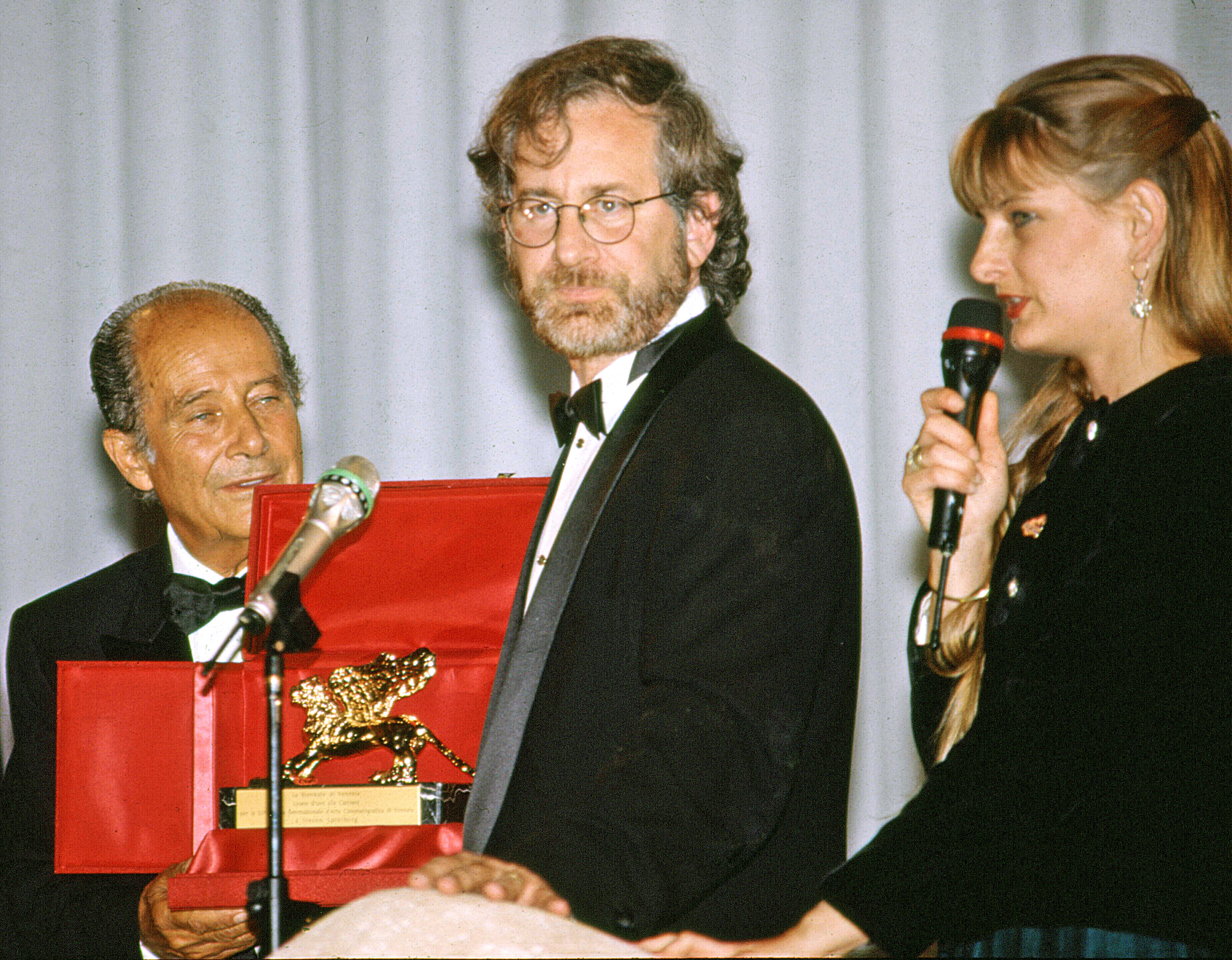
Steven Spielberg en 1993.

En 1994, lui et ses deux associés Jeffrey Katzenberg (l'ancien responsable du département animation de Walt Disney Pictures) et David Geffen (le fondateur de Geffen Records) fondent DreamWorks SKG (pour Spielberg-Katzenberg-Geffen), société de production et de distribution spécialisée dans le cinéma, la musique et les programmes télévisés. C'est aussi cette année qu'il crée la Shoah Foundation Institute for Visual History and Education, qui recueille les témoignages de tous les survivants de la Shoah, et les diffuse aux plus jeunes, dans le but d'éviter un nouveau génocide. La fondation a déjà recueilli 8 700 témoignages en Israël.
En 1997, Steven Spielberg réalise la suite de Jurassic Park, Le Monde perdu : Jurassic Park. C'est encore un succès. La même année sort Amistad avec notamment Morgan Freeman, Anthony Hopkins et Djimon Hounsou. Ce film sur l'esclavage revient sur la mutinerie d'un groupe d'esclaves africains à bord du navire négrier espagnol La Amistad en 1839 et du procès qui deviendra un symbole du mouvement pour l'abolition de l'esclavage aux États-Unis. Amistad ne déplace en revanche pas les foules.
En 1998, sort un nouveau film historique : Il faut sauver le soldat Ryan. Tourné pour 70 millions de dollars, le film raconte l'histoire d'une unité américaine chargée de sauver un soldat au péril de sa vie, pendant l'opération Overlord. Tom Hanks, Matt Damon et Barry Pepper contribuent au succès commercial et critique du film, qui remporte plusieurs récompenses parmi lesquelles cinq Oscars dont ceux de la meilleure réalisation et de la meilleure photographie. Le film est notamment connu pour son impressionnante séquence du débarquement.

### Années 2000: retour à la science-fiction et à la comédie

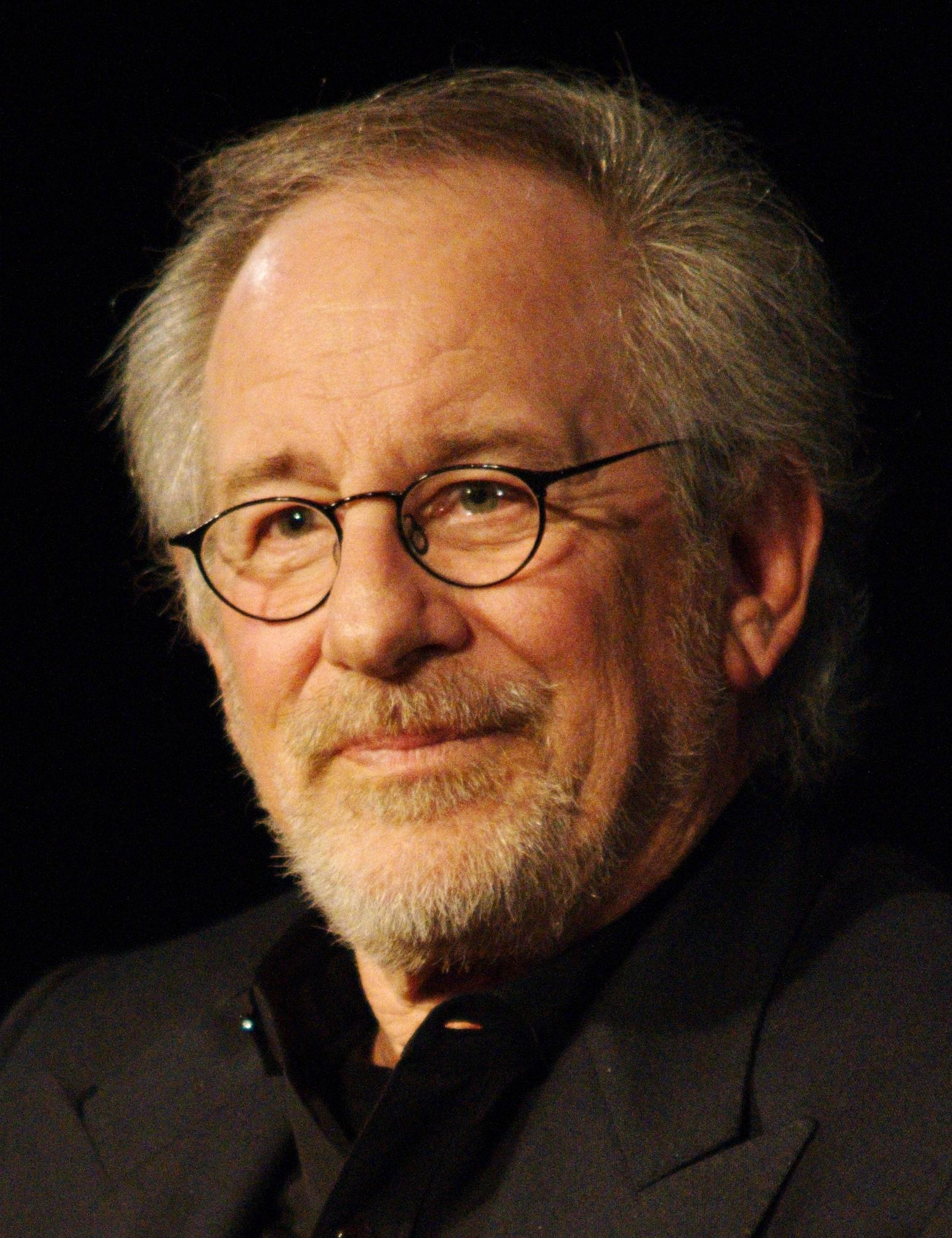
Steven Spielberg en 2012.

En 2001, Steven Spielberg réalise A.I. Intelligence artificielle avec Haley Joel Osment et Jude Law, un projet repris de son ami réalisateur Stanley Kubrick, décédé en 1999. Le film connaît une belle carrière commerciale, mais ce Pinocchio futuriste reçoit un accueil critique mitigé, certains le trouvant magnifique, d'autres trop long et ennuyeux,. Plus généralement, ce film constitue un retour à la science-fiction pour le cinéaste, genre qu'il avait délaissé depuis E.T., l'extra-terrestre (1982). La même année, il crée et produit avec Tom Hanks la série télévisée Frères d'armes (Band of Brothers), diffusée fin 2001 sur HBO.
Steven Spielberg poursuit sa période science-fiction en 2002, avec un film futuriste dont certains trouvent l'esthétique proche du Blade Runner de Ridley Scott[réf. nécessaire] : Minority Report, d'après une nouvelle du même auteur Philip K. Dick. Tom Cruise y joue un policier piégé dans la logique d'un système pénal (et politique) autorisant l'arrestation des meurtriers avant qu'ils n'aient commis leur crime. Un scénario complexe, fondé sur le recoupement des « témoignages » d'un trinôme de devins, où les thèmes de la tragédie antique (dont l'idée du fatum) trouvent un écho particulier dans la mise en scène d'un monde ultramoderne, mais pas outrancièrement futuriste. Ce film marque la première collaboration entre le réalisateur et Tom Cruise, avant La Guerre des mondes en 2005.
Il retrouve ensuite Tom Hanks pour Arrête-moi si tu peux, dans lequel il dirige également Leonardo DiCaprio. Ce dernier incarne l'imposteur Frank Abagnale Jr. (qui participa à l'écriture de cette œuvre biographique). Sorti fin 2002, le film est un succès commercial qui reçoit aussi un bon accueil auprès des critiques. Deux années plus tard, Spielberg réalise un autre film dont la jovialité et l'humour ne masquent pourtant pas le côté engagé : Le Terminal, l'histoire d'un immigrant coincé dans un aéroport, avec Tom Hanks et Catherine Zeta-Jones. Ce film est inspiré de l'histoire vraie de l'Iranien Mehran Karimi Nasseri.
Le journal Le Monde décrit Spielberg comme « maniaco-dépressif », capable de passer en une année d'un sujet comique à un sujet difficile. Après Le Terminal en 2004, il tourne en 2005 une adaptation attendue du roman d'Herbert George Wells, La Guerre des mondes dans lequel des « êtres venus d'ailleurs » tentent purement et simplement d'exterminer la race humaine. Le film est un immense succès commercial. Spielberg y traite par extraterrestres interposés du 11 septembre, tandis qu'une mini-polémique nait à propos de la ressemblance troublante de l'affiche du film avec la couverture du livre The Invaders Plan de L. Ron Hubbard, gourou fondateur de l'Église de scientologie dont est adepte Tom Cruise, le principal acteur[réf. nécessaire].
Steven Spielberg se lance ensuite dans la réalisation de Munich, dont le sujet éminemment polémique donne une vue subjective des opérations d'un membre des services secrets israéliens agissant de manière autonome pour assassiner les commanditaires de la tragique prise d'otages des JO de 1972. Ce film est un échec commercial avec 47 millions de dollars au box office américain pour un budget de 70 millions.

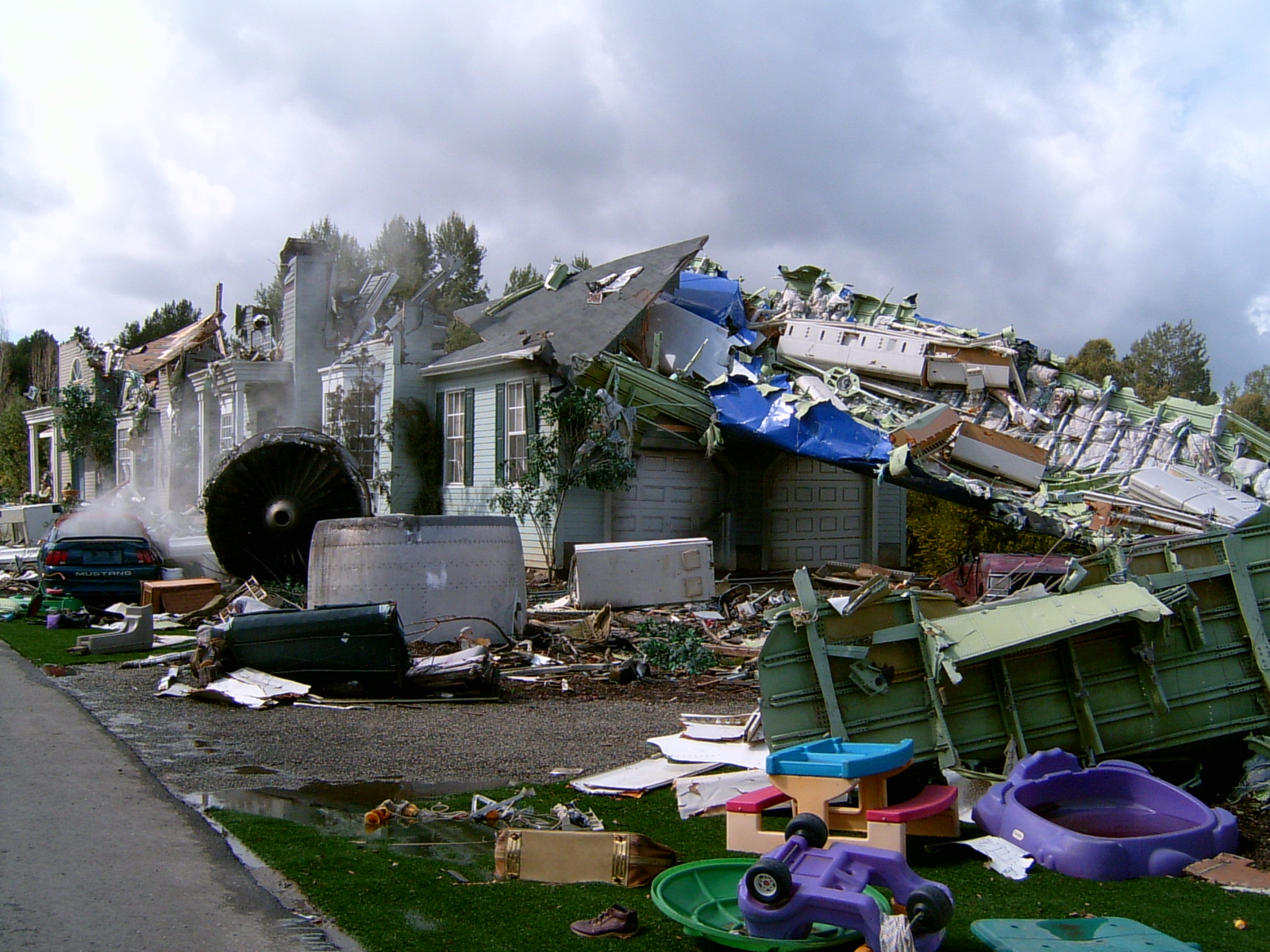
Un des décors de son film La Guerre des mondes.

Steven Spielberg déclare vouloir prendre un peu de repos après avoir tourné coup sur coup La Guerre des mondes et Munich. Il profite cependant de ce répit pour développer un projet de biographie filmée d'Abraham Lincoln, projet qui lui tient à cœur depuis quelques années. Steven Spielberg développe le projet d'une grande aventure spatiale scénarisée par Jonathan Nolan, Interstellar. Il abandonnera finalement le projet ensuite repris en main par Christopher Nolan et sorti fin 2014.
En 2007, il est producteur de Transformers de Michael Bay. Il produira également les autres films de la série à succès. En 2008, il réalise Indiana Jones et le Royaume du crâne de cristal, quatrième volet de la saga Indiana Jones en sommeil depuis 1989. L'histoire se déroule pendant la guerre froide et l'aventurier est cette-fois confronté à un mystère extraterrestre. Le film est présenté au festival de Cannes 2008 où le cinéaste n'était pas revenu depuis La Couleur pourpre, présenté hors-compétition en 1986. La critique n'est pas tendre avec ce quatrième opus : pour beaucoup, cet épisode est considéré comme celui de trop, beaucoup d'éléments ayant été jugés inadaptés à l'esprit de la série comme le recours aux effets spéciaux numériques et à des gags peu subtils[réf. nécessaire].
En octobre 2008, Steven Spielberg et DreamWorks se séparent des studios cinématographiques américains Paramount Pictures pour signer un partenariat avec le groupe indien Reliance Anil Dhirubhai Ambani Group.

### Années 2010:Tintinen 3D et les fresques historiques

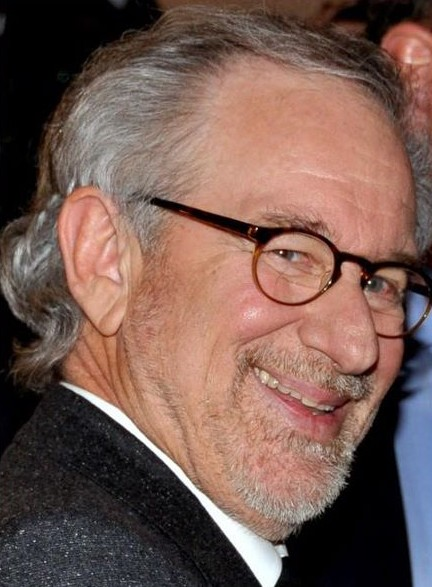
Steven Spielberg en octobre 2011, à l'avant-première parisienne du film Les Aventures de Tintin : Le Secret de La Licorne.

En 2010, il crée une aussi série militaire historique avec Tom Hanks, L'Enfer du Pacifique. Diffusée en 2010 sur HBO, la série revient sur les combats menées par les Marines dans l'océan Pacifique.
En 2011, Steven Spielberg signe son premier film en 3D : Les Aventures de Tintin : Le Secret de La Licorne, d'après le célèbre personnage de bande dessinée créé par Hergé. Il avait découvert l'univers de Tintin en 1981, après le succès des Aventuriers de l'arche perdue, par l'intermédiaire de la scénariste Melissa Mathison, compagne de l'acteur Harrison Ford, qui lui avait offert un exemplaire du Crabe aux pinces d'or,. Dès 1982, il avait pris contact avec la société Casterman pour un projet de film. Hergé accueille favorablement cette demande, séduit par le visionnage de Duel. Une rencontre entre Hergé et Spielberg était prévue à Bruxelles à la fin du mois de mars suivant, mais le dessinateur est mort le 3 mars. Le réalisateur américain rencontre néanmoins sa veuve, Fanny, et Alain Baran, pour entamer les discussions qui aboutissement à la signature d'un contrat d'option,. À l'époque, Steven Spielberg envisage alors de réaliser une trilogie sur Tintin. Il envisageait Henry Thomas dans le rôle-titre et Jack Nicholson en capitaine Haddock. Il prévoyait par ailleurs de réaliser le premier film et de confier les deux suivants à Roman Polanski et François Truffaut. Le décès d'Hergé ralentit cependant le processus d'adaptation, même si un premier script avait été écrit par Melissa Mathison,.
Ce projet mettra donc plus de vingt ans à se concrétiser. Initialement présenté le premier volet d'une trilogie qui serait coproduite et coréalisée avec Peter Jackson, il utilise les dernières technologies de la capture de mouvement et des images de synthèse de Weta Digital. Le Secret de La Licorne sort fin 2011 et reçoit des critiques très positives, tant de la part de la presse que des spectateurs et des tintinophiles[réf. nécessaire]. Alors que le film récolte 260 millions dans le monde, il déçoit aux États-Unis et cela remet donc en cause les deux autres films initialement prévus.
Très rapidement après Les Aventures de Tintin : Le Secret de La Licorne sort Cheval de guerre (War Horse), adaptation du roman du même nom de Michael Morpurgo rendant hommage aux chevaux sacrifiés durant la Première Guerre mondiale. Même s'il n'est pas l'un des plus gros succès commerciaux du réalisateur, le film récolte plus de 177 millions de dollars dans le monde pour un budget de 66 millions. Il coproduit ensuite Super 8 avec son ami J. J. Abrams, film rappelant l'ambiance des années 1980 et son E.T., l'extra-terrestre. Le film est accueilli par des critiques positives de la presse et réalise de bons résultats au box-office.
Steven Spielberg se consacre ensuite à son projet de longue date sur Abraham Lincoln, Lincoln, avec Daniel Day-Lewis dans le rôle-titre, Sally Field et Tommy Lee Jones. Adapté de l'ouvrage Team of Rivals: The Political Genius of Abraham Lincoln de Doris Kearns Goodwin, le film évoque la dernière partie de la vie du 16e président américain, lors de son combat pour l'adoption, par le Congrès, du 13e amendement permettant d'abolir l'esclavage. L'œuvre sort aux États-Unis fin 2012 et fait l'objet d'une projection spéciale, en novembre, à la Maison-Blanche en présence du couple présidentiel Barack et Michelle Obama. Succès critique et public,,, Lincoln reçoit douze nominations aux Oscars et en remporte deux statuettes dont celle du meilleur acteur pour Daniel Day-Lewis. Ce dernier devient alors le premier interprète masculin à gagner trois fois ce prix. Steven Spielberg ne remporte pas l'Oscar du meilleur film mais détient alors le record du plus grand nombre de nominations en tant que producteur(8 nominations, à égalité avec sa productrice Kathleen Kennedy).
Le film suivant de Steven Spielberg devait être l'adaptation du roman de science-fiction Robopocalypse de Daniel H. Wilson. Initialement prévue pour une sortie américaine le 25 avril 2014, sa production est retardée car le scénario n'est pas prêt et les coûts de production sont jugés trop élevés par le studio. Le réalisateur décide alors d'adapter un autre livre, American Sniper: The Autobiography of the Most Lethal Sniper in U.S. Military History de Chris Kyle, ancien tireur d'élite membre des SEAL. Bradley Cooper devait tenir le rôle principal de ce film, intitulé American Sniper. Finalement, en août 2013, Steven Spielberg se retire du projet dont la réalisation sera reprise par Clint Eastwood.
En mai 2013, Steven Spielberg préside le jury du 66e festival de Cannes. Très souvent sollicité par la direction cannoise pour assurer cette fonction mais jamais disponible, le cinéaste donne un accord de principe dès 2011 et se libère spécialement pour l'édition 2013. Steven Spielberg avait gagné à Cannes le prix du scénario en 1974 pour Sugarland Express mais n’a pas souvent été sélectionné. Son jury, composé de 8 personnalités du monde du cinéma : l'acteur et réalisateur français Daniel Auteuil, l'actrice indienne Vidya Balan, la réalisatrice japonaise Naomi Kawase, l'actrice australienne Nicole Kidman, le réalisateur et scénariste taiwanais Ang Lee, le réalisateur et scénariste roumain Cristian Mungiu, la réalisatrice et scénariste britannique Lynne Ramsay et l'acteur autrichien Christoph Waltz, attribue à l'unanimité la Palme d'or à La Vie d'Adèle : Chapitres 1 et 2 d'Abdellatif Kechiche.
Dans la conférence consacrée à la Xbox One le 21 mai 2013, il a été annoncé que Steven Spielberg préparait une série basée sur la licence Halo. Annoncé sur Showtime en 2015, Halo ne sera finalement diffusée qu'en 2022.
Son film suivant comme réalisateur est Le Pont des espions (Bridge of Spies), un thriller d'espionnage sur la guerre froide, sorti à l'automne 2015, troisième film historique consécutif pour le réalisateur. Écrit par les frères Coen, il met en scène l'avocat James B. Donovan (incarné par Tom Hanks) engagé par la CIA pour libérer Francis Gary Powers après l'incident de l'U-2 en 1960. Le film reçoit des critiques positives, et totalise plus de 165 millions de dollars pour un budget de 40 millions.
Le réalisateur dirige ensuite Le Bon Gros Géant, adaptation du livre pour enfants du même nom de Roald Dahl, qui sort à l'été 2016. Le film déçoit au box-office avec 195 millions de dollars pour un budget de 140 millions.
Début 2018, sort sur les écrans du monde entier son long métrage Pentagon Papers, avec Meryl Streep et Tom Hanks en têtes d'affiche. Considéré comme « un grand film sur la liberté de la presse », et une icône du journalisme d'investigation, il revient sur l'affaire éponyme. Le film est nommé pour deux Oscars lors des Oscars 2018. C'est un succès critique et commercial,,.

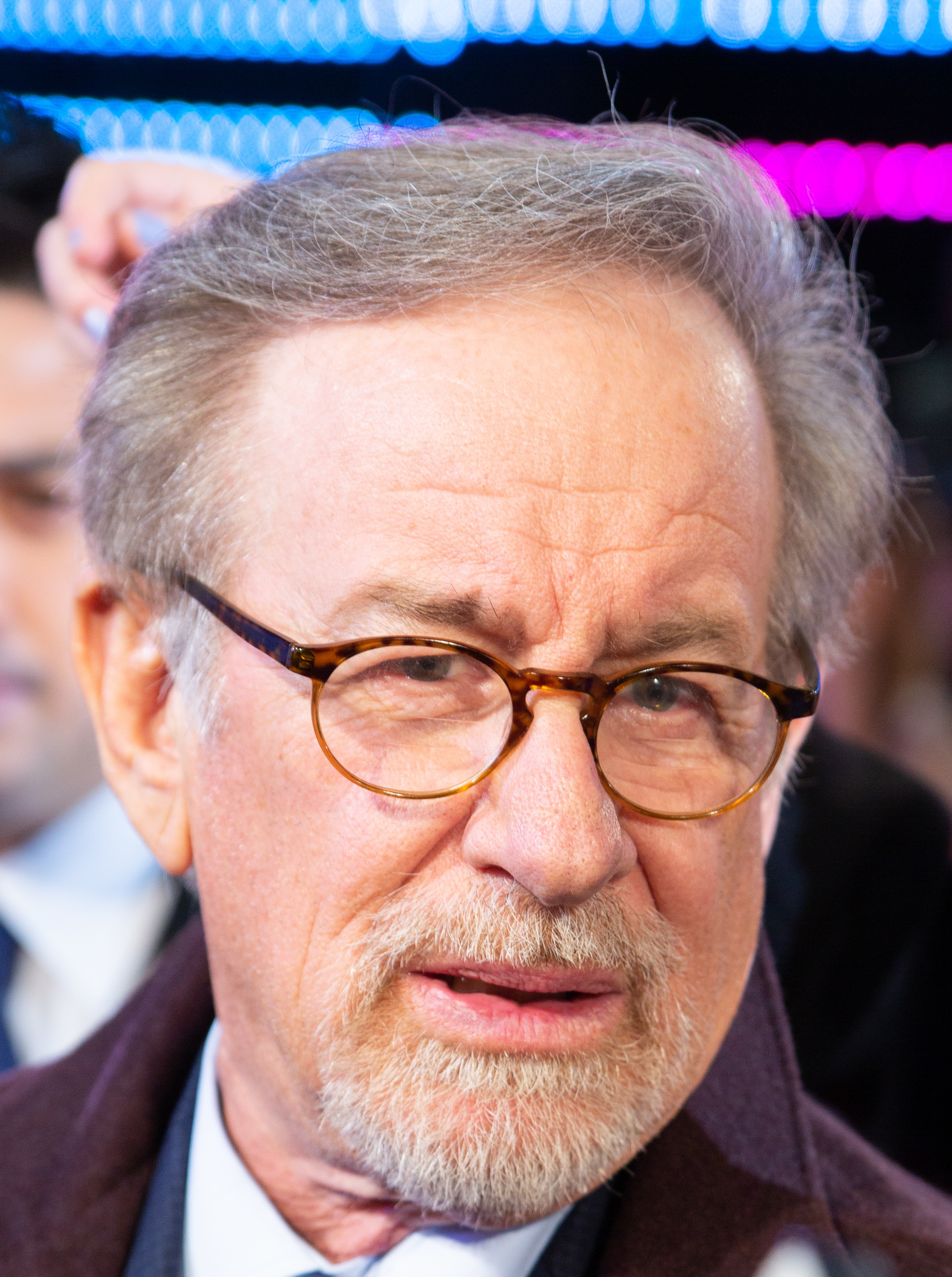
Le cinéaste à la première mondiale de Ready Player One, au Japon, en avril 2018.

Il enchaîne avec le blockbuster Ready Player One, adaptation du roman Player One d'Ernest Cline. Ce film de science-fiction, rempli de clins d’œil à la pop culture, rassemble plus de 2 millions de spectateurs dans les salles françaises. C'est aussi un gros succès à l'international, avec 583 millions de dollars récoltés dans le monde

### Années 2020:West Side Storyet autres projets
Steven Spielberg réalise un rêve d'enfant en mettant en scène une nouvelle adaptation de la comédie musicale West Side Story de Leonard Bernstein, Stephen Sondheim et Arthur Laurents. Cette nouvelle version met en scène une distribution constituée d'actrices et acteurs quasi-inconnus, dont notamment Rachel Zegler et Ariana DeBose. Le rôle masculin est tenu par Ansel Elgort. Initialement prévue en 2020, la sortie est repoussée à la fin de 2021 en raison de la pandémie de Covid-19. Le film est un échec cuisant au box-office avec seulement 76 millions de dollars récoltés dans le monde pour un budget estimé à 100 000 000 $. Il avait malgré tout reçu des critiques très positives dans la presse,.
Le 27 février 2020, Steven Spielberg annonce qu'il renonce finalement à réaliser le 5e film Indiana Jones, bien qu'il en reste producteur. James Mangold est alors évoqué en remplacement. La production du film est cependant retardée et il sortira finalement à l'été 2023.
Steven Spielberg développe ensuite un projet plus personnel et autobiographique, The Fabelmans. Le film met en scène le jeune Samuel « Sammy » Fabelman, alter-ego de Steven Spielberg. Michelle Williams incarne sa mère et Seth Rogen son oncle préféré. Steven Spielberg coécrit le script avec Tony Kushner, qui avait déjà écrit Munich, Lincoln et West Side Story. Le réalisateur n'avait plus participé à l'écriture de l'un de ses films depuis A.I. Intelligence artificielle (2001). Le film sort fin 2022 aux États-Unis. Si le long métrage reçoit un très bon accueil, c'est un nouvel échec au box-office pour le réalisateur. Il reçoit malgré tout les Golden Globes de la meilleure réalisation et du meilleur film dramatique.
Il revient ensuite à la science-fiction et aux extra-terrestres avec Disclosure, prévu pour 2026. Le scénario, basé sur une idée de départ de Steven Spielberg, est écrit par David Koepp,. Les deux hommes avaient déjà collaboré sur Jurassic Park (1993) et sa suite Le Monde perdu : Jurassic Park (1997), La Guerre des mondes (2005) et Indiana Jones et le Royaume du crâne de cristal (2008).

### Projets
De très nombreux projets sont souvent liés à Steven Spielberg : l'adaptation des mémoires de la photographe Lynsey Addario, un film sur l'enlèvement d'Edgardo Mortara, Montezuma sur la conquête de l'empire Aztèque ou encore une mini-série sur Napoléon (fondé sur le biopic abandonné de Stanley Kubrick dont Spielberg fut un ami), ainsi que de nombreuses adaptations de romans parmi lesquels Robopocalypse, Thank You for your Service (une enquête sur les soldats américains traumatisés par la guerre d'Irak) ou Pirates (le dernier roman de Michael Crichton).
Il travaille également sur une adaptation du roman Micro de Michael Crichton pour DreamWorks, après avoir acquis les droits en 2015. En 2017, il est annoncé que Joachim Rønning pourrait le mettre en scène, avec Steven Spielberg à la production.
Il est un temps également pressenti pour réaliser Interstellar (2014) et American Sniper (2015), qui sont finalement réalisés respectivement par Christopher Nolan et Clint Eastwood.

### Propositions rejetées
La réalisation de la saga Harry Potter avait été tout d'abord proposée à Spielberg qui avait déclaré être intéressé. Il s'est finalement retiré du projet, parce que son point de vue sur certains points différait de celui de la Warner Bros et de la romancière J. K. Rowling.

## Vie privée

### Arbre généalogique
Il est par ailleurs le parrain de Gwyneth Paltrow[réf. nécessaire].

### Prises de position
Ami de Bill Clinton, Steven Spielberg donne 100 000 dollars au Parti démocrate en 1996[réf. nécessaire].
En 2001, il se fait remarquer pour sa violente critique de l'homophobie. Il s'oppose également à la guerre en Irak. Cependant, en 2006, Spielberg apporte son soutien à la réélection du gouverneur républicain de Californie Arnold Schwarzenegger, se déclarant l'ami de Schwarzenegger mais surtout sensible à sa politique non-partisane. À la veille des primaires démocrates de 2008, Spielberg organise avec d'autres démocrates, dont l'acteur Tom Hanks, une fête célébrant la candidature de Barack Obama, premier candidat noir aux primaires démocrates. Spielberg préfère toutefois soutenir Hillary Clinton à qui il donne 400 000 dollars mais apporte son soutien à Obama, une fois Clinton défaite. Il a donné 300 000 dollars pour la campagne d'Obama et était présent le jour de son investiture. Steven Spielberg a décidé de refuser de « participer comme consultant à l'organisation des Jeux olympiques d'été de 2008 » au motif que « La Chine devrait faire davantage pour mettre fin aux souffrances du Darfour. »
À l'instar notamment de l'acteur Arnold Schwarzenegger, il s'est inquiété des complotistes et de la haine de tous, y compris des juifs dans nos sociétés contemporaines,,.

### Affaire Madoff
La crise économique de 2008 a fait éclater le scandale planétaire du détournement de capitaux par l'homme d'affaires Bernard Madoff. Cette affaire a révélé le rôle des feeder funds : des fonds accumulant de l'argent avant que celui-ci ne soit confié à un gestionnaire. Comme bon nombre de personnalités à Hollywood, Spielberg a été la victime de ces déboires financiers et ce par le biais de sa fondation Wunderkinder, active dans l'art, l'éducation et la médecine,. Celle-ci avait investi une part importante de ses avoirs chez Madoff, à savoir 70 %. Spielberg a donc perdu de l'argent à titre privé. En plus de cette escroquerie, le cinéaste doit essuyer les revers de la chute du crédit. Afin de relancer la pleine activité des studios Dreamworks, il s'est allié aux investisseurs indiens du groupe Reliance qui lui ont apporté 500 millions de dollars.

## L'art de Steven Spielberg
La filmographie de Steven Spielberg est assez diverse, et il est de coutume de la diviser en deux parties. La première relève du cinéma dit « de divertissement ». Dans cette catégorie peuvent être notamment trouvés Les Dents de la mer, la saga des Indiana Jones, Hook ou la Revanche du capitaine Crochet, 1941, Jurassic Park, Minority Report, Ready Player One ou encore trois films sur les extraterrestres : Rencontres du troisième type, E.T., l'extra-terrestre et La Guerre des mondes.
La seconde catégorie regroupe des films considérés comme plus « sérieux », plus intimistes, se basant sur des faits réels. Spielberg y filme la Première Guerre mondiale (Cheval de guerre), mais aussi la Seconde Guerre mondiale (Empire du soleil, Il faut sauver le soldat Ryan), la Shoah (La Liste de Schindler), l'esclavage (La Couleur pourpre, Amistad, Lincoln), le conflit israélo-palestinien (Munich) et même sa propre jeunesse (The Fabelmans). Par ailleurs, dans la plupart de ses films, Spielberg défend une vision personnelle d'un monde pacifique, et ce même dans ses œuvres les plus « grand public ».

### Caractéristiques récurrentes
La plupart des films réalisés par Steven Spielberg comportent un certain nombre de caractéristiques récurrentes. Ceux ayant un rapport avec les extra-terrestres, autrement dit de science-fiction, ne se déroulent pas dans une autre galaxie comme chez George Lucas, mais sur notre planète. Dans sa première œuvre de ce genre, Rencontres du troisième type (1977), les extra-terrestres s'invitent dans notre monde. En 1982, E.T. se retrouve perdu sur Terre et, plus récemment, dans La Guerre des mondes, les extra-terrestres se cachent sous terre en attendant l'évolution de l'homme pour finalement s'en nourrir. Il revient à la science-fiction et aux extra-terrestres avec Disclosure, prévu pour 2026.
Chez Spielberg, la relation entre le fils et le père, ou plus généralement entre l'enfant et l'adulte, est souvent un sujet important qui rime parfois avec confrontation. Dans E.T., les enfants recueillent l'extra-terrestre et le cachent à leurs parents qu'ils jugent incapables d'aimer le célèbre petit être. Dans Jurassic Park, Alan Grant, le paléontologue joué par Sam Neill, déteste les enfants au début du film. Ou encore, dans La Guerre des mondes, Ray, personnage principal, est mal à l'aise dans son rôle de père et entre souvent en conflit avec son fils aîné. Autrement, la relation père-fils est au contraire moins conflictuelle (certains[Qui ?] voient à l'origine de ces rapports le divorce des parents de Spielberg, ayant eu comme conséquence l'absence de père pour le futur réalisateur).
Les mises en scène de Spielberg se déroulent principalement dans des familles américaines représentatives de la classe moyenne, habitant en banlieue et n'ayant pas de véritable histoire, sinon la banalité de la vie quotidienne. Puis, elles sont prises dans la tourmente des histoires et, comme souvent, l'enfance y tient une place importante.

### Analyse critique
La critique n'a pas toujours été tendre avec Spielberg, taxé d'utiliser la grosse machine hollywoodienne à des fins mercantiles, voire de ne pas être un bon cinéaste. Sont parfois déplorés son manque de profondeur et son simplisme, mais aussi ses excès d'« entertainer » et de « money maker » (en d'autres termes, Spielberg serait un « homme de spectacle » et un « homme d'affaires » avant d'être un artiste). Des critiques similaires sont adressées en France à Luc Besson, le « Spielberg français ». Spielberg est aussi considéré par certains critiques comme étant un réalisateur trop commercial, s'apparentant plus à un technicien virtuose qu'à un véritable créateur. L'opinion publique le blâme généralement de n'avoir guère changé que le côté rentable du cinéma, continuant à le considérer comme une industrie et non comme un art. Il a en effet réalisé pléthore de blockbusters et quelques-uns des plus gros succès de l’histoire du cinéma tels que Les Dents de la mer qui a donné lieu à de nombreuses suites (Les Dents de la mer 2e partie, etc.). Ses films sont parfois considérés comme violents et le cinéma commercial est justement friand de violence pour attirer un très large public. Pour finir, il arrive que Spielberg réalise des suites de ses propres films (ce que certains[Qui ?] ne considèrent pas comme une démarche très artistique), comme avec Jurassic Park, ce qu'il avait pourtant refusé de faire après le succès mondial de E.T., l'extra-terrestre, estimant que ce film n'appelait pas de suite.
Des sujets sérieux se cachent entre les lignes de ses scénarios, tels que le terrorisme, le clonage, les dérives sécuritaires américaines, l’esclavage, le racisme, ou la guerre et le rôle de l'armée en général, avec une perception du monde souvent plus fine, et moins manichéenne, que l'on[Qui ?] n'en attend généralement de la part des réalisateurs commerciaux ; ceci à tel point que certaines de ses décisions artistiques en demi-teintes relèvent de la prise de risque, et sont parfois mal comprises par la critique. Ainsi, le personnage de Schindler tient davantage de Chuck Tatum, archétype hollywoodien du personnage beau parleur qui s'adapte et profite d'un système (Le Gouffre aux chimères, Billy Wilder), que du nazi par conviction auquel nombre de critiques s'attendaient ; ce décalage a soulevé une polémique virulente, en France notamment, au moment de la sortie de La Liste de Schindler. D'une façon différente, le film A.I. Intelligence artificielle a également pu troubler le public par les questions éthiques qu'il soulève frontalement (scénario de Steven Spielberg, son deuxième scénario depuis Rencontres du troisième type. En effet, Spielberg a repris le scénario commencé par Stanley Kubrick et l'a entièrement réécrit pour le faire correspondre à sa vision du monde)[réf. nécessaire].
Dans son Dictionnaire du cinéma, Jacques Lourcelles juge que si Spielberg a été autrefois maître de la cruauté et du malaise dans Duel, E.T., l'extra-terrestre marque un passage vers un cinéma « de la mièvrerie, de l'angélisme et de la bonne conscience ». Il note, comme d'autres critiques, la richesse et perfection des effets spéciaux dans lesquels réside souvent l'intérêt principal de ses films, effet qu'il faut parfois attribuer à certains de ses collaborateurs tels Douglas Trumbull dans Rencontres du troisième type. Lourcelles regrette que les films de Spielberg aient accompagné la puérilisation du cinéma américain et critique la complaisance du réalisateur vis-à-vis des goûts du public. L'une des plus grandes faiblesses du cinéma de Spielberg consisterait en l'absence de consistance des personnages, son « impuissance peu commune à faire vivre des personnages », leur seule raison d'être étant d'échapper à mille morts (Indiana Jones et le Temple maudit) en dépit de sa « perfection artisanale ».

## Steven Spielberg en chiffres

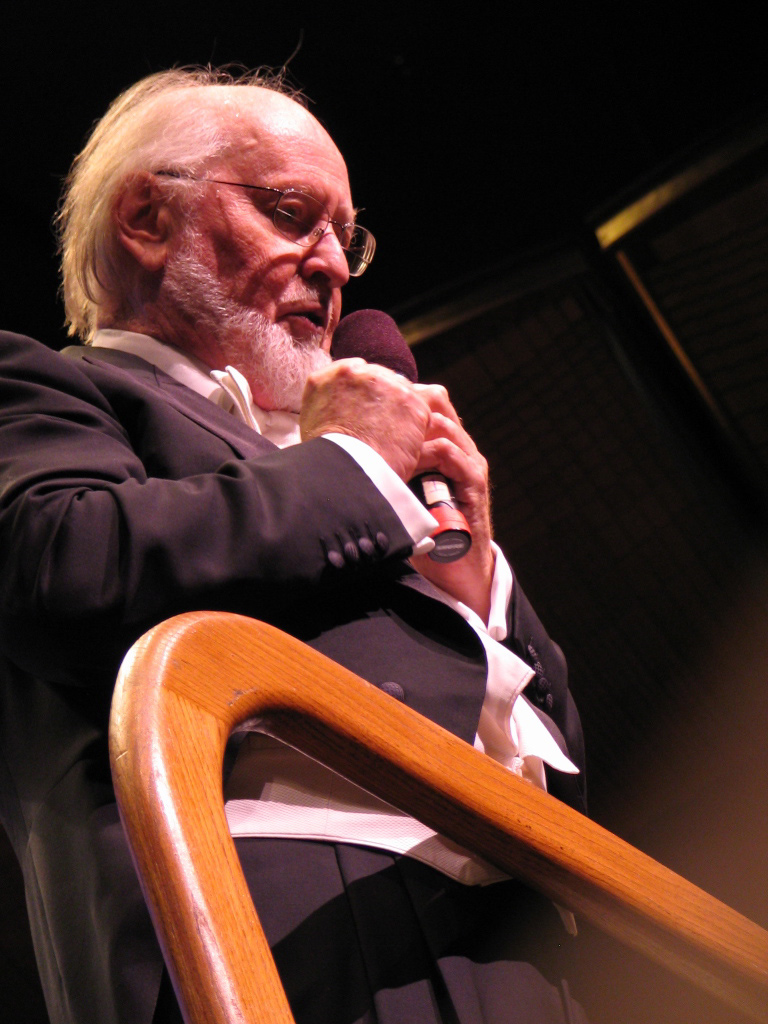
John Williams, compositeur de la plupart des bandes originales de film de Spielberg.

Au total, ses films ont rapporté plus de 4 milliards de dollars de recettes aux États-Unis et plus de 12 milliards dans le monde entier. Ce qui fait de lui le cinéaste le plus rentable de l'histoire.
La société de production fondée par Steven Spielberg, David Geffen et Jeffrey Katzenberg (DreamWorks SKG), aurait assuré le célèbre réalisateur, producteur et scénariste pour la somme record d'1,2 milliard de dollars (environ 850 millions d'euros) en juillet 2001. Cette somme devrait couvrir les pertes estimées par la société en cas de mort du cinéaste. Le plus grand succès commercial de la carrière de Spielberg est Jurassic Park (1993). Bénéficiant à l'époque de la plus grande campagne de publicité de l'histoire du cinéma (la moitié du budget), l'œuvre rapporta 1,029 milliard de dollars dans le monde entier, alors que le film n'en a coûté « que » 63 millions. Le film les Dents de la mer fut le premier film dont les recettes dépassèrent 100 millions de dollars, avant d'atteindre 260 millions de dollars aux États-Unis et 470 dans le monde. C'est donc le premier « blockbuster » de l'histoire du septième art. Le film réalisé par Steven Spielberg ayant eu le meilleur démarrage est Indiana Jones et le Royaume du crâne de cristal. Cette œuvre dépassa la barre des 145 millions de dollars de recettes en cinq jours.
Dans le Top 100 de l'American Film Institute, qui classe les cent meilleurs films américains de l'histoire, cinq films de Spielberg sont répertoriés, ce qui fait du réalisateur Spielberg le cinéaste américain le plus cité dans ce classement. En 2008, le magazine Forbes place Steven Spielberg au 368e rang des personnes les plus riches du monde, avec une fortune estimée à 3 milliards de dollars. En 2018, le même magazine le classe 2e plus grande fortune des célébrités américaines, derrière George Lucas et devant Oprah Winfrey, avec 3,7 milliards de dollars.

## Box-office
Avec plus de 12,055 milliards de dollars de recettes dans le monde entier, 4,6 milliards aux États-Unis et plus de 99 millions entrées en France, Steven Spielberg est le cinéaste le plus rentable de l'histoire du cinéma,.
Note : le chiffre le plus élevé de chaque catégorie est indiqué en gras. Les recettes sont évaluées en dollars dans le monde et aux États-Unis, en nombre de spectateurs en France.
| Film                                              | Budget          | Monde,           | États-Unis      | France             |
| ------------------------------------------------- | --------------- | ---------------- | --------------- | ------------------ |
| Firelight                                         | 500 $           | 501 $            | ?$              |                    |
| Duel                                              | 450 000 $       | 6 002 544 $      | ?$              | 837 000 entrées    |
| Sugarland Express                                 | 2 000 000 $     | 12 800 000 $     | 7 500 000 $     | 346 607 entrées    |
| Les Dents de la mer                               | 12 000 000 $    | 476 512 065 $    | 265 859 065 $   | 6 261 327 entrées  |
| Rencontres du troisième type                      | 20 000 000 $    | 306 889 114 $    | 135 189 114 $   | 3 243 166 entrées  |
| 1941                                              | 27 000 000 $    | 92 455 742 $     | 31 755 742 $    | 681 976 entrées    |
| Les Aventuriers de l'arche perdue                 | 18 000 000 $    | 389 925 971 $    | 248 159 971 $   | 6 397 842 entrées  |
| E.T., l'extra-terrestre                           | 10 500 000 $    | 792 910 554 $    | 437 141 279 $   | 9 415 886 entrées  |
| La Quatrième Dimension                            | 10 000 000 $    | 42 000 000 $     | 2 450 919 $     | 708 228 entrées    |
| Indiana Jones et le Temple maudit                 | 28 000 000 $    | 333 114 960 $    | 179 870 271 $   | 5 684 134 entrées  |
| La Couleur pourpre                                | 15 000 000 $    | 146 467 863 $    | 98 467 863 $    | 1 756 339 entrées  |
| Empire du soleil                                  | 38 000 000 $    | 65 838 696 $     | 22 238 696 $    | 1 329 673 entrées  |
| Indiana Jones et la Dernière Croisade             | 48 000 000 $    | 474 181 547 $    | 197 171 806 $   | 6 249 271 entrées  |
| Always                                            | 29 500 000 $    | 74 134 790 $     | 43 858 790 $    | 686 722 entrées    |
| Hook ou la Revanche du capitaine Crochet          | 70 000 000 $    | 300 854 976 $    | 119 854 976 $   | 3 401 004 entrées  |
| Jurassic Park                                     | 63 000 000 $    | 1 109 802 321 $  | 404 214 720 $   | 6 715 810 entrées  |
| La Liste de Schindler                             | 22 000 000 $    | 322 161 245 $    | 96 898 818 $    | 2 669 902 entrées  |
| Le Monde perdu : Jurassic Park                    | 73 000 000 $    | 618 638 999 $    | 229 086 679 $   | 4 862 258 entrées  |
| Amistad                                           | 36 000 000 $    | 67 575 464 $     | 44 229 441 $    | 630 020 entrées    |
| Il faut sauver le soldat Ryan                     | 70 000 000 $    | 482 349 603 $    | 217 049 603 $   | 4 143 325 entrées  |
| A.I. Intelligence artificielle                    | 100 000 000 $   | 235 926 552 $    | 78 616 689 $    | 1 575 170 entrées  |
| Minority Report                                   | 102 000 000 $   | 358 372 926 $    | 132 072 926 $   | 3 709 488 entrées  |
| Arrête-moi si tu peux                             | 52 000 000 $    | 352 114 312 $    | 164 615 351 $   | 3 639 440 entrées  |
| Le Terminal                                       | 60 000 000 $    | 219 417 255 $    | 77 872 883 $    | 1 145 263 entrées  |
| La Guerre des mondes                              | 132 000 000 $   | 603 873 119 $    | 234 280 354 $   | 3 910 795 entrées  |
| Munich                                            | 70 000 000 $    | 130 982 129 $    | 47 403 685 $    | 1 039 340 entrées  |
| Indiana Jones et le Royaume du crâne de cristal   | 185 000 000 $   | 790 653 942 $    | 317 101 119 $   | 4 199 771 entrées  |
| Les Aventures de Tintin : Le Secret de La Licorne | 135 000 000 $   | 373 993 951 $    | 77 591 831 $    | 5 309 485 entrées  |
| Cheval de guerre                                  | 66 000 000 $    | 177 584 879 $    | 79 884 879 $    | 715 975 entrées    |
| Lincoln                                           | 65 000 000 $    | 275 293 450 $    | 182 207 973 $   | 1 320 425 entrées  |
| Le Pont des espions                               | 40 000 000 $    | 165 478 348 $    | 72 313 754 $    | 971 125 entrées    |
| Le Bon Gros Géant                                 | 140 000 000 $   | 195 243 411 $    | 55 483 770 $    | 770 871 entrées    |
| Pentagon Papers                                   | 50 000 000 $    | 187 795 262 $    | 81 903 458 $    | 1 304 260 entrées  |
| Ready Player One                                  | 175 000 000 $   | 582 918 849 $    | 137 715 350 $   | 2 268 439 entrées  |
| West Side Story                                   | 100 000 000$    | 76 016 171 $     | 38 530 322 $    | 647 063 entrées    |
| The Fabelmans                                     | 40 000 000 $    | 45 116 697 $     | 17 348 945 $    | 934 626 entrées    |
| Total                                             | 2 104 450 500 $ | 12 042 295 313 $ | 4 599 286 802 $ | 99 064 170 entrées |

## Filmographie

### En tant que réalisateur

#### Cinéma
Courts métrages
- 1959 : The Last Gunfight (court métrage)
- 1961 : Escape to Nowhere (court métrage)
- 1961 : Battle Squad (court-métrage) : aussi appelé Fighter Squad
- 1967 : Slipstream - inachevé
- 1968 : Amblin' (court métrage)
- 1999 : The Unfinished Journey (court métrage)

Longs métrages
- 1964 : Firelight (Firelight)
- 1972 : Duel (version cinéma)
- 1974 : Sugarland Express (The Sugarland Express)
- 1975 : Les Dents de la mer (Jaws)
- 1977 : Rencontres du troisième type (Close Encounters of the Third Kind)
- 1979 : 1941
- 1981 : Les Aventuriers de l'arche perdue (Raiders of the Lost Ark)
- 1982 : E.T., l'extra-terrestre (E.T. the Extra-Terrestrial)
- 1983 : La Quatrième Dimension (Twilight Zone), deuxième segment
- 1984 : Indiana Jones et le Temple maudit (Indiana Jones and the Temple of Doom)
- 1985 : La Couleur pourpre (The Color Purple)
- 1987 : Empire du soleil (Empire of the Sun)
- 1989 : Indiana Jones et la Dernière Croisade (Indiana Jones and the Last Crusade)
- 1989 : Always
- 1991 : Hook ou la Revanche du capitaine Crochet (Hook)
- 1993 : Jurassic Park
- 1993 : La Liste de Schindler (Schindler's List)
- 1997 : Le Monde perdu : Jurassic Park (The Lost World)
- 1997 : Amistad
- 1998 : Il faut sauver le soldat Ryan (Saving Private Ryan)
- 2001 : A.I. Intelligence artificielle (A.I.: Artificial Intelligence)
- 2002 : Minority Report
- 2002 : Arrête-moi si tu peux (Catch Me If You Can)
- 2004 : Le Terminal (The Terminal)
- 2005 : La Guerre des mondes (War of the Worlds)
- 2005 : Munich
- 2008 : Indiana Jones et le Royaume du crâne de cristal (Indiana Jones and the Kingdom of the Crystal Skull)
- 2011 : Les Aventures de Tintin : Le Secret de La Licorne (The Adventures of Tintin: Secret of the Unicorn)
- 2011 : Cheval de guerre (War Horse)
- 2012 : Lincoln
- 2015 : Le Pont des espions (Bridge of Spies)
- 2016 : Le Bon Gros Géant (The BFG)
- 2017 : Pentagon Papers (The Post)
- 2018 : Ready Player One
- 2021 : West Side Story
- 2022 : The Fabelmans
- 2026 : Disclosure

#### Télévision
Téléfilms
- 1971 : Duel[140]
- 1972 : La Chose (Something Evil)
- 1973 : Chantage à Washington (Savage)

Séries télévisées
- 1968 : Les Règles du jeu, épisode L.A. 2017
- 1969 : Docteur Marcus Welby, épisode The Daredevil Gesture
- 1969 : Night Gallery, épisode Eyes
- 1971 : Night Gallery, épisode Make Me Laugh
- 1971 :The Psychiatrist (en), épisodes Par for the Course et The Private World of Martin Dalton
- 1971 : Columbo, épisode Le Livre témoin (Murder by the Book)
- 1971 : Owen Marshall: Counselor at Law (en), épisode Eulogy for a Wide Receiver
- 1985 : Histoires fantastiques (Amazing Stories), épisodes Le Train fantôme et La Mascotte

### En tant que scénariste
- 1959 : The Last Gunfight (court-métrage)
- 1961 : Escape to Nowhere (court-métrage)
- 1961 : Fighter Squad (court-métrage) : aussi appelé Battle Squad
- 1964 : Firelight
- 1967 : Slipstream - inachevé
- 1968 : Amblin' (court-métrage)
- 1973 : Ace Eli and Rodger of the Skies
- 1974 : Sugarland Express (The Sugarland Express)
- 1977 : Rencontres du troisième type (Close Encounters of the Third Kind)
- 1982 : Poltergeist de Tobe Hooper
- 1985 : Histoires fantastiques (Amazing Stories) (série télévisée, première saison, épisodes 1 à 14)
- 1985 : Les Goonies (The Goonies) de Richard Donner
- 2001 : A.I. Intelligence artificielle (Artificial Intelligence: AI)
- 2022 : The Fabelmans
- 2026 : Disclosure (idée de départ)

### En tant que producteur
- 1982 : E.T., l'extra-terrestre (E.T. the Extra-Terrestrial)
- 1982 : Poltergeist de Tobe Hooper
- 1983 : La Quatrième Dimension (Twilight Zone: The Movie) de Steven Spielberg, John Landis, Joe Dante et George Miller
- 1985 : La Couleur pourpre (The Color Purple)
- 1987 : Empire du soleil (Empire of the Sun)
- 1989 : Always (Always)
- 1991 : Fievel au Far West (An American Tail: Fievel Goes West) de Phil Nibbelink et Simon Wells
- 1993 : La Liste de Schindler (The Schindler's List)
- 1997 : Amistad
- 1998 : Il faut sauver le soldat Ryan (Saving Private Ryan)
- 2001 : A.I. Intelligence artificielle (Artificial Intelligence: AI)
- 2002 : Arrête-moi si tu peux (Catch Me If You Can)
- 2004 : Le Terminal (The Terminal)
- 2005 : Mémoires d'une geisha (Memoirs of a Geisha) de Rob Marshall
- 2005 : Munich
- 2006 : Mémoires de nos pères (Flags of Our Fathers) de Clint Eastwood
- 2006 : Lettres d'Iwo Jima (Iōjima kara no tegami) de Clint Eastwood
- 2011 : Super 8 de J. J. Abrams
- 2011 : Falling Skies (série télévisée)
- 2011 : Cheval de guerre (War Horse)
- 2011 : Les Aventures de Tintin : Le Secret de La Licorne (The Adventures of Tintin: Secret of the Unicorn)
- 2012 : Lincoln
- 2014 : Les Recettes du bonheur (The Hundred-foot Journey) de Lasse Hallström
- 2014 : Extant (série télévisée)
- 2015 : Le Pont des Espions (Bridge of Spies)
- 2016 : Le Bon Gros Géant (The BFG)
- 2017 : Pentagon Papers (The Post)
- 2018 : Ready Player One (Ready Player One) de Steven Spielberg
- 2020 : Les Sept de Chicago (The Trial of the Chicago 7) d'Aaron Sorkin
- 2022 : The Fabelmans
- 2023 : Maestro de Bradley Cooper
- 2025 : Hamnet de Chloé Zhao
- 2026 : Disclosure de lui-même

#### Producteur délégué
Cinéma
- 1978 : Crazy Day (I Wanna Hold Your Hand) de Robert Zemeckis
- 1980 : La Grosse Magouille de Robert Zemeckis
- 1981 : Continental Divide de Michael Apted
- 1984 : Gremlins de Joe Dante
- 1985 : Une bringue d'enfer (Fandango) de Kevin Reynolds (non crédité au générique)
- 1985 : Les Goonies (The Goonies) de Richard Donner
- 1985 : Retour vers le futur (Back to the Future) de Robert Zemeckis
- 1985 : Le Secret de la pyramide (Young Sherlock Holmes) de Barry Levinson
- 1986 : Une baraque à tout casser de Richard Benjamin
- 1986 : Fievel et le Nouveau Monde (An American Tail de Don Bluth
- 1987 : Bigfoot et les Henderson (Harry and the Hendersons) de William Dear
- 1987 : L'Aventure intérieure (Innerspace) de Joe Dante
- 1987 : Miracle sur la 8e rue (Batteries Not Included) de Matthew Robbins
- 1987 : Trois heures, l'heure du crime (Three O'Clock High) de Phil Joanou (non crédité au générique)
- 1988 : Qui veut la peau de Roger Rabbit (Who Framed Roger Rabbit) de Robert Zemeckis
- 1988 : Le Petit Dinosaure et la Vallée des merveilles (The Land Before Time) de Don Bluth
- 1989 : Bobo Bidon (Tummy Trouble) de Rob Minkoff
- 1989 : Mon père (Dad) de Gary David Goldberg
- 1989 : Retour vers le futur II (Back to the Future Part II) de Robert Zemeckis
- 1990 : Joe contre le volcan (Joe Versus the Volcano) de John Patrick Shanley
- 1990 : Rêves (Yume) d'Akira Kurosawa (version internationale seulement)
- 1990 : Retour vers le futur III (Back to the Future Part III) de Robert Zemeckis
- 1990 : Lapin Looping (Roller Coaster Rabbit), court-métrage de Rob Minkoff
- 1990 : Gremlins 2 : La Nouvelle Génération (Gremlins 2: The New Batch) de Joe Dante
- 1990 : Arachnophobie (Arachnophobia) de Frank Marshall
- 1991 : Les Nerfs à vif (Cape Fear) de Martin Scorsese (non crédité)
- 1992 : Les Vacances des Tiny Toons (Tiny Toon Adventures: How I Spent My Vacation) (vidéo) de Rich Arons
- 1993 : Panique au pique-nique (Trail Mix-Up) (court-métrage) de Barry Cook
- 1993 : Les Quatre Dinosaures et le Cirque magique (We're Back! A Dinosaur's Story) de Phil Nibbelink, Simon Wells, Dick Zondag et Ralph Zondag
- 1993 : La Famille Pierrafeu (The Flintstones) de Brian Levant (crédité comme Steven Spielrock)
- 1995 : Casper de Brad Silberling
- 1995 : Balto chien-loup, héros des neiges (Balto) de Simon Wells
- 1996 : Twister de Jan de Bont
- 1997 : Men in Black (MIB) de Barry Sonnenfeld
- 1998 : Deep Impact de Mimi Leder
- 1998 : Le Masque de Zorro (The Mask of Zorro) de Martin Campbell
- 1999 : Hantise (The Haunting) de Jan de Bont
- 1999 : Wakko's Wish (vidéo) de Liz Holzman, Rusty Mills et Tom Ruegger (non crédité)
- 2001 : Jurassic Park III de Joe Johnston
- 2002 : Men in Black II (MIIB) de Barry Sonnenfeld
- 2005 : La Légende de Zorro (The Legend of Zorro) de Martin Campbell
- 2006 : Monster House de Gil Kenan
- 2007 : Transformers de Michael Bay
- 2009 : L'Œil du mal (Eagle Eye) de D. J. Caruso
- 2009 : Transformers 2 : La Revanche (Transformers: Revenge of the Fallen) de Michael Bay
- 2009 : Lovely Bones (The Lovely Bones) de Peter Jackson
- 2010 : True Grit de Joel et Ethan Coen
- 2010 : Au-delà (Hereafter) de Clint Eastwood
- 2011 : Cowboys et Envahisseurs (Cowboys and Aliens (film)) de Jon Favreau
- 2011 : Transformers 3 : La Face cachée de la Lune (Transformers: Dark of the Moon) de Michael Bay
- 2011 : Real Steel de Shawn Levy
- 2012 : Men in Black 3 de Barry Sonnenfeld
- 2014 : Transformers : L'Âge de l'extinction (Transformers: Age of Extinction) de Michael Bay
- 2015 : Jurassic World de Colin Trevorrow
- 2017 : Transformers: The Last Knight de Michael Bay
- 2018 : Jurassic World: Fallen Kingdom de Juan Antonio Bayona
- 2018 : First Man de Damien Chazelle
- 2018 : Bumblebee de Travis Knight
- 2019 : Men in Black International de F. Gary Gray
- 2022 : Jurassic World : Le Monde d'après (Jurassic World: Dominion) de Colin Trevorrow
- 2023 : Indiana Jones et le Cadran de la destinée (Indiana Jones and the Dial of Destiny) de James Mangold
- 2024 : Transformers : Le Commencement (Transformers One) de Josh Cooley
- 2025 : Jurassic World : Renaissance (Jurassic World Rebirth) de Gareth Edwards

Télévision
- 1985-1987 : Histoires fantastiques (Amazing Stories) (série télévisée)
- 1990-1992 : Les Tiny Toons (Tiny Toons Adventures) (série télévisée)
- 1991-1992 : Retour vers le futur (Back to the Future: The Animated Series) (série télévisée)
- 1992 : Les Aventures de Fievel au Far West (Fievel's American Tails) (série télévisée)
- 1993 : Family Dog (Family Dog) (série télévisée)
- 1993-1995 : SeaQuest, police des mers (SeaQuest DSV) (série télévisée)
- 1993-1996 : Animaniacs (Steven Spielberg Presents Animaniacs) (série télévisée)
- 1994-1995 : Earth 2 (Earth 2) (série télévisée)
- 1994-2009 : Urgences (ER) (série télévisée)
- 1995-1998 : Minus et Cortex (Pinky and the Brain) (série télévisée)
- 1996-1997 : Haute Tension (High Incident) (série télévisée)
- 1998 : Invasion America (Invasion America) (série télévisée)
- 2001 : Frères d'armes (Band of Brothers) (mini-série télévisée)
- 2002 : Disparition (Taken) (mini-série télévisée)
- 2005 : Into the West (Into the West) (mini-série télévisée)
- 2009-2011 : United States of Tara (série télévisée)
- 2010 : The Pacific (mini-série télévisée)
- 2011-2015 : Falling Skies (Falling Skies) (série télévisée)
- 2011 : Terra Nova (série télévisée)
- 2012 : The River  (série télévisée)
- 2012-2013 : Smash (série télévisée)
- 2013-2015 : Under the Dome (série télévisée)
- 2013 : Lucky 7 (Lucky 7) (série télévisée)
- 2014-2015 : Extant (Extant) (série télévisée)
- 2014-2015 : Red Band Society (Red Band Society) (série télévisée)
- 2015 : The Whispers (The Whispers) (série télévisée)
- 2015 : Minority Report (Minority Report) (série télévisée)
- 2015 : Public Morals (en) (Public Morals) (série télévisée)
- 2016 : All the Way (téléfilm)
- 2016-2019 : Bull (Bull) (série télévisée)

### En tant qu'acteur
Note : Le plus souvent en caméo
- 1972 : La Chose (Something Evil)
- 1975 : Les Dents de la mer (Jaws) : un employé du poste de garde d'Amity Point (voix)
- 1980 : The Blues Brothers de John Landis : le receveur d'impôts
- 1982 :  E.T., l'extra-terrestre : un des médecins qui s'occupent d'E.T. une fois capturé
- 1984 : Gremlins de Joe Dante : l'homme en tricycle électrique au salon des inventeurs
- 1984 : Indiana Jones et le Temple maudit (Indiana Jones and the Temple of Doom) : un touriste à l'aéroport
- 1985 : Retour vers le futur (Back to the Future) de Robert Zemeckis : l'homme en 4x4
- 1989 : Liberian Girl, clip vidéo de Jim Yukich sur la chanson de Michael Jackson : lui-même
- 1994 : A Century of Cinema de Caroline Thomas
- 1997 : Le Monde perdu : Jurassic Park (The Lost World: Jurassic Park) : l'homme qui mange du pop-corn
- 2001 : Vanilla Sky de Cameron Crowe : un invité à la fête de David Aames
- 2002 : Austin Powers dans Goldmember (Austin Powers in Goldmember) de Jay Roach : lui-même, le réalisateur du film
- 2011 : Paul de Greg Mottola : lui-même (voix)

### Documentaire
- 2017 : Spielberg, documentaire réalisé par Susan Lacy, centré sur sa carrière, diffusé sur HBO
- 2018 : The Scrooge Mystery : lui-même
- 2024 : Music by John Williams : centré sur l'œuvre de John Williams (compositeur)

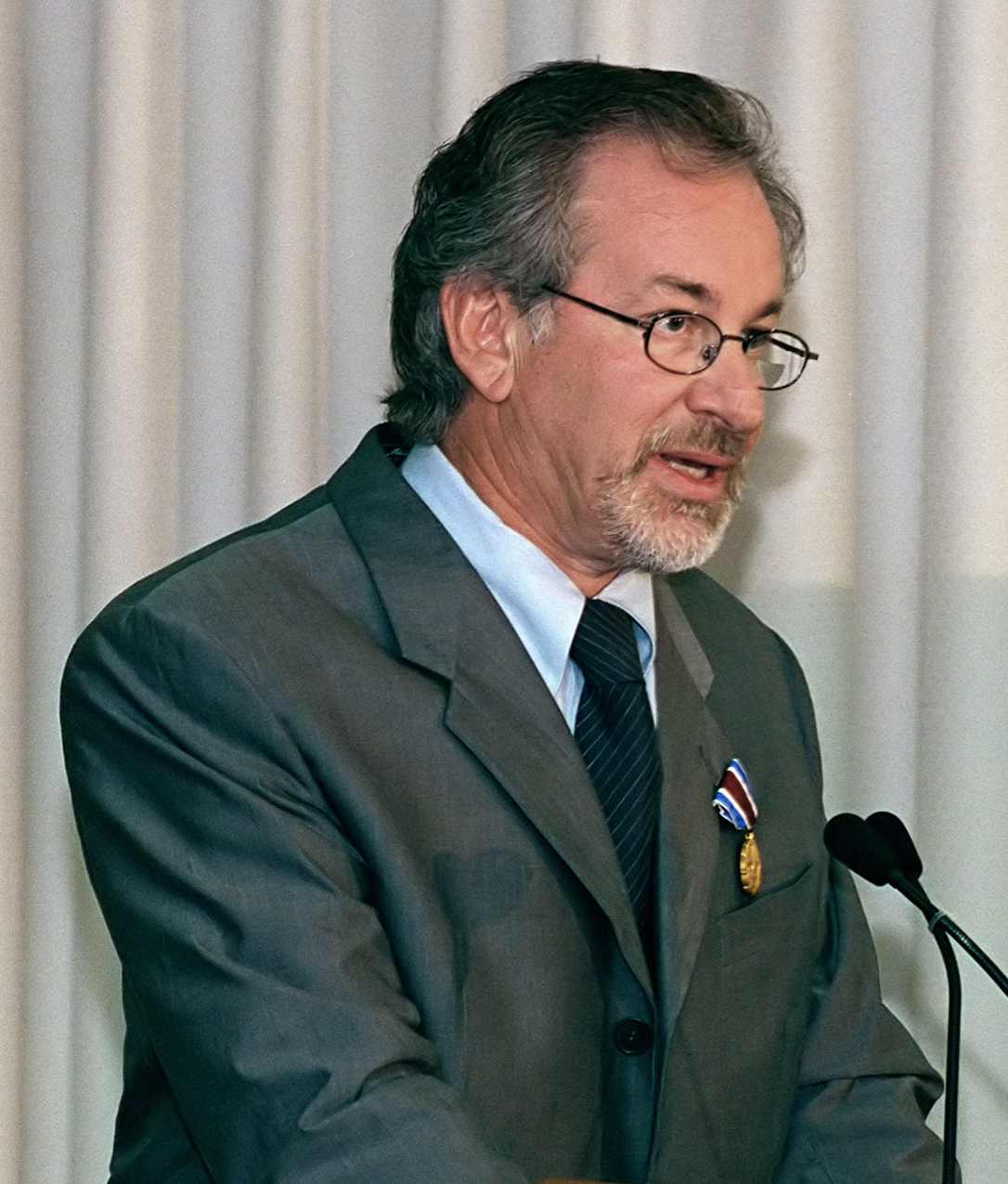
Steven Spielberg en 1999

## Distinctions
- L'Oscar du meilleur film concerne seulement les producteurs, en sachant que Spielberg produit la plupart de ses réalisations. Avec ses 8 nominations pour l'Oscar le plus prestigieux, il est le recordman de la catégorie avec sa productrice Kathleen Kennedy
- (25930) Spielberg, astéroïde nommé en son honneur.

### Ordres et décorations
- Distinguished Eagle Scout Award, 1987[141].
- Chevalier de l'ordre du Mérite de la République fédérale d'Allemagne, reçu des mains du président Roman Herzog, pour La Liste de Schindler, 1998[142].
- Commandeur de l'ordre de l'Empire britannique, 2001[143].
- Grand-croix de l'ordre du Mérite de la République italienne, 2003.
- Officier de la Légion d'honneur, 2008 (Chevalier en 2004)[144].
- Médaille de la Liberté de Philadelphie, 2009.
- Commandeur de l'ordre de la Couronne reçu des mains du ministre Didier Reynders, 2011[145].
- Médaille présidentielle de la Liberté reçue des mains du président Barack Obama, 2015[146].

### Récompenses
- Festival de Cannes 1974 : prix du scénario pour Sugarland Express (avec Hal Barwood et Matthew Robbins)
- BAFTA 1994 : Meilleur film et meilleure réalisation pour La Liste de Schindler
- Golden Globes 1994 : Meilleur film dramatique et meilleure réalisation pour La Liste de Schindler
- Oscars 1994 : Meilleur film (avec Gerald R. Molen et Branko Lustig) et meilleure réalisation pour La Liste de Schindler
- Golden Globes 1999 : Meilleur film dramatique et meilleure réalisation pour Il faut sauver le soldat Ryan
- Oscars 1999 : Meilleure réalisation pour Il faut sauver le soldat Ryan
- Mostra de Venise 2001 : Lauréat du Prix Future Film Festival Digital Award pour A.I. Intelligence artificielle
- Golden Globes 2012 : Meilleur film d'animation pour Les Aventures de Tintin : Le Secret de La Licorne
- National Board of Review Award 2021 : Top Ten Films pour West Side Story
- Golden Globes 2022 : Meilleur film musical ou de comédie pour West Side Story
- Festival de Toronto 2023 : Prix du public pour The Fabelmans
- Golden Globes 2023 : Meilleur film dramatique et meilleure réalisation pour The Fabelmans

#### Récompenses honorifiques

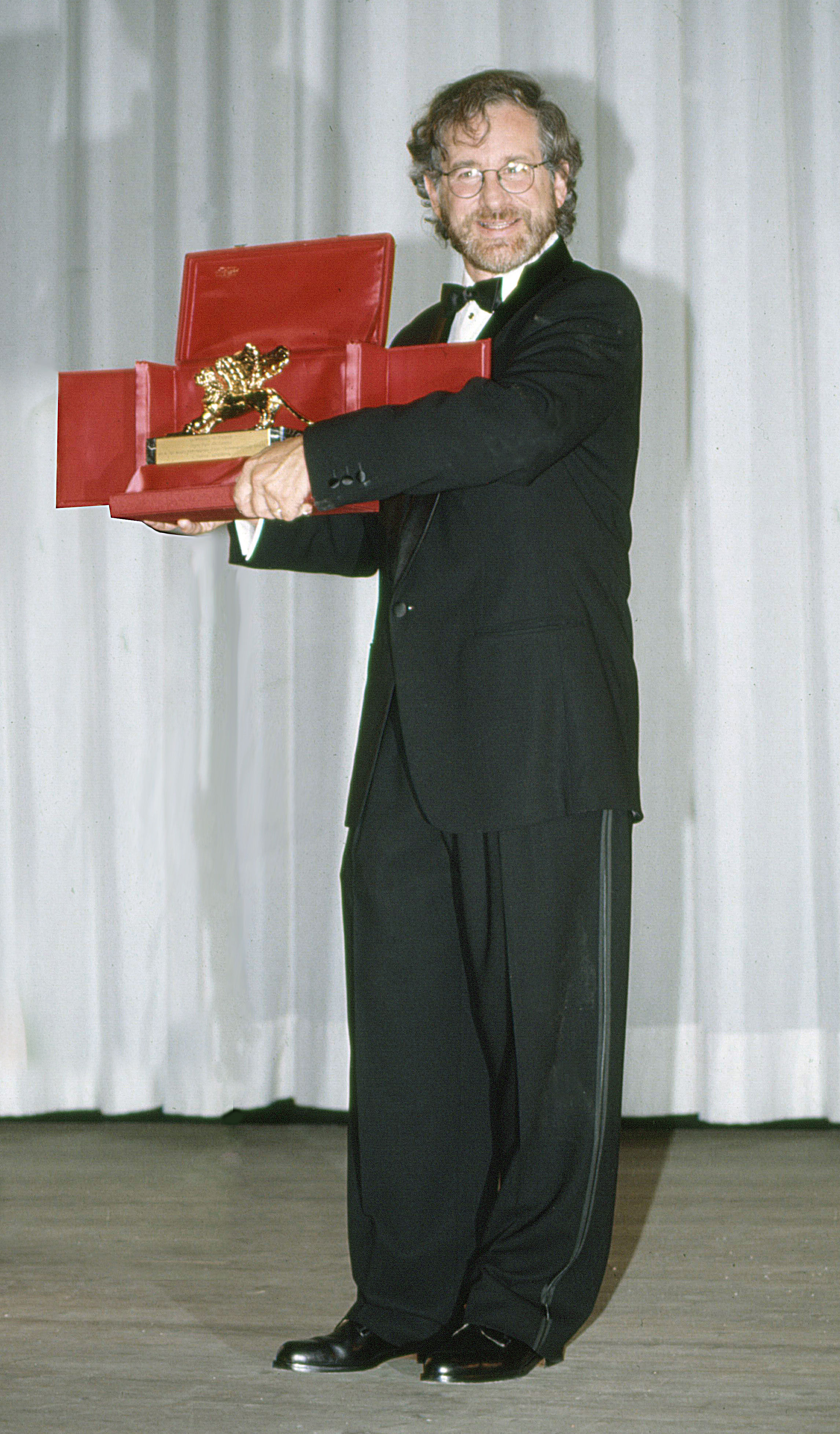
Steven Spielberg avec le Lion d'or pour la carrière en 1993.

- Comic-Con 1982 : lauréat du prix Inkpot
- BAFTA Awards 1986 : lauréat du prix Fellowship Award
- Oscars 1987 : lauréat du prix Irving G. Thalberg Memorial Award
- Eddie Awards 1990 : lauréat du prix Eddie Award d'honneur
- Festival de Venise 1993 : Lion d'or pour la carrière
- American Film Institute 1995 : lauréat du prix pour l'ensemble de sa carrière
- César 1995 : César d'honneur
- Annie Awards 2006 : lauréat du prix pour sa contribution au monde du cinéma
- Golden Globes 2008 : lauréat du prix Cecil B. DeMille Award
- Eddie Awards 2013 : lauréat du prix Eddie Award d'honneur
- Annie Awards 2014 : lauréat du prix Winsor McCay
- Berlinale 2023 : lauréat de l'Ours d'or d'honneur

Spielberg a été fait chevalier dans l'ordre national de la Légion d'honneur par Jacques Chirac le 5 septembre 2004 et promu officier par Nicolas Sarkozy le 21 mai 2008. Il a reçu en 2008 le titre de docteur honoris causa de l'université Jagellonne de Cracovie. Il est aussi commandeur de l'ordre de la Couronne du royaume de Belgique depuis le mercredi 19 octobre 2011. Il a été décoré par le vice-Premier ministre et ministre des Finances belge Didier Reynders le 22 octobre 2011 à Bruxelles lors d'une réception organisée par le Gouvernement belge à l'occasion de la première mondiale des Aventures de Tintin : Le Secret de La Licorne. Il a aussi été décoré par le président des États-Unis Barack Obama le 24 novembre 2015 ; ce dernier lui a remis la médaille présidentielle de la Liberté.

### Nominations et sélections
- Festival de Cannes 1974 : en compétition officielle avec Sugarland Express
- BAFTA 1976 : meilleure réalisation pour Les Dents de la mer
- Golden Globes 1976 : meilleure réalisation pour Les Dents de la mer
- Golden Globes 1978 : meilleure réalisation et meilleur scénario pour Rencontres du troisième type
- Oscars 1978 : meilleure réalisation pour Rencontres du troisième type
- BAFTA 1979 : meilleur film et Meilleure réalisation pour Rencontres du troisième type
- César 1982 : meilleur film étranger pour Les Aventuriers de l'arche perdue
- Golden Globes 1982 : meilleure réalisation pour Les Aventuriers de l'arche perdue
- Oscars 1982 : meilleure réalisation pour Les Aventuriers de l'arche perdue
- César 1983 : meilleur film étranger pour E.T., l'extra-terrestre
- BAFTA 1983 : meilleur film et meilleure réalisation pour E.T., l'extra-terrestre
- Golden Globes 1983 : meilleure réalisation pour E.T., l'extra-terrestre
- Oscars 1983 : meilleur film (avec Kathleen Kennedy) et meilleure réalisation pour E.T., l'extra-terrestre
- Golden Globes 1986 : meilleure réalisation pour La Couleur pourpre
- Oscars 1986 : meilleur film (avec Kathleen Kennedy, Frank Marshall et Quincy Jones) pour La Couleur pourpre
- Saturn Awards 1994 : meilleure réalisation pour Jurassic Park
- César 1995 : meilleur film étranger pour La Liste de Schindler
- Golden Globes 1998 : meilleure réalisation pour Amistad
- Satellite Awards 1998 : meilleur film dramatique et meilleure réalisation pour Amistad
- BAFTA 1999 : meilleur film et meilleure réalisation pour Il faut sauver le soldat Ryan
- César 1999 : meilleur film étranger pour Il faut sauver le soldat Ryan
- Oscars 1999 : meilleur film (avec Ian Bryce, Mark Gordon et Gary Levinsohn) pour Il faut sauver le soldat Ryan
- Satellite Awards 1999 : meilleur film dramatique et meilleure réalisation pour Il faut sauver le soldat Ryan
- Golden Globes 2002 : meilleure réalisation pour A.I. Intelligence artificielle
- César 2003 : meilleur film étranger pour Minority Report
- Golden Globes 2006 : meilleure réalisation pour Munich
- Oscars 2006 : meilleur film (avec Kathleen Kennedy et Barry Mendel) et meilleure réalisation pour Munich
- Oscars 2012 : meilleur film (avec Kathleen Kennedy) pour Cheval de guerre
- Golden Globes 2013 : meilleure réalisation pour Lincoln
- Oscars 2013 : meilleur film (avec Kathleen Kennedy) et meilleure réalisation pour Lincoln
- Golden Globes 2022 : meilleure réalisation pour West Side Story
- Oscars 2022 : meilleure réalisation et meilleur film pour West Side Story
- Critics' Choice Movie Awards 2022: meilleur film pour West Side Story
- Critics' Choice Movie Awards 2023 : meilleure réalisation et meilleur scénario original (avec Tony Kushner) pour The Fabelmans
- Golden Globes 2023 : meilleur scénario pour The Fabelmans
- Oscars 2023 : Meilleur film, Meilleure réalisation, Meilleur scénario original pour The Fabelmans
- Paris Film Critics Awards 2024 : Meilleure réalisation, meilleur film et meilleur scénario original  (avec Tony Kushner) pour The Fabelmans
- Golden Globes 2024 : meilleur film dramatique pour Maestro

#### Autres nominations
- Oscars 1976 : les producteurs Richard D. Zanuck et David Brown furent nommés à l'Oscar du meilleur film pour Les Dents de la mer
- Oscars 1982 : le producteur Frank Marshall fut nommé à l'Oscar du meilleur film pour Les Aventuriers de l'arche perdue
- Oscars 2007 : Spielberg fut nommé à l'Oscar du meilleur film en tant que producteur aux côtés de Robert Lorenz et Clint Eastwood pour le film de ce dernier, Lettres d'Iwo Jima